# Häringe slott
Häringe är ett tidigare säteri i Västerhaninge socken i Haninge kommun på Södertörn i Södermanland. Nuvarande huvudbyggnaden uppfördes på initiativ av Gustaf Horn och stod färdig 1657. Häringe slott har under åren haft flera kända ägare, bland dem Gustav II Adolf, Fabian Löwen, Torsten Kreuger, Axel Wenner-Gren och Olle Hartwig. Sedan 2017 ägs anläggningen av Vesko Mijac, som driver hotell- och konferensverksamhet. Slottet ligger vid Landfjärden och inom Häringe-Hammersta naturreservat.

## Äldre historik

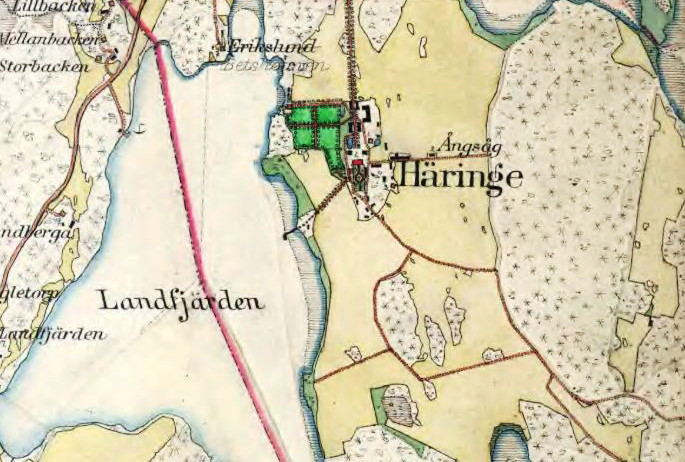
Landfjärden, Häringe 1901.

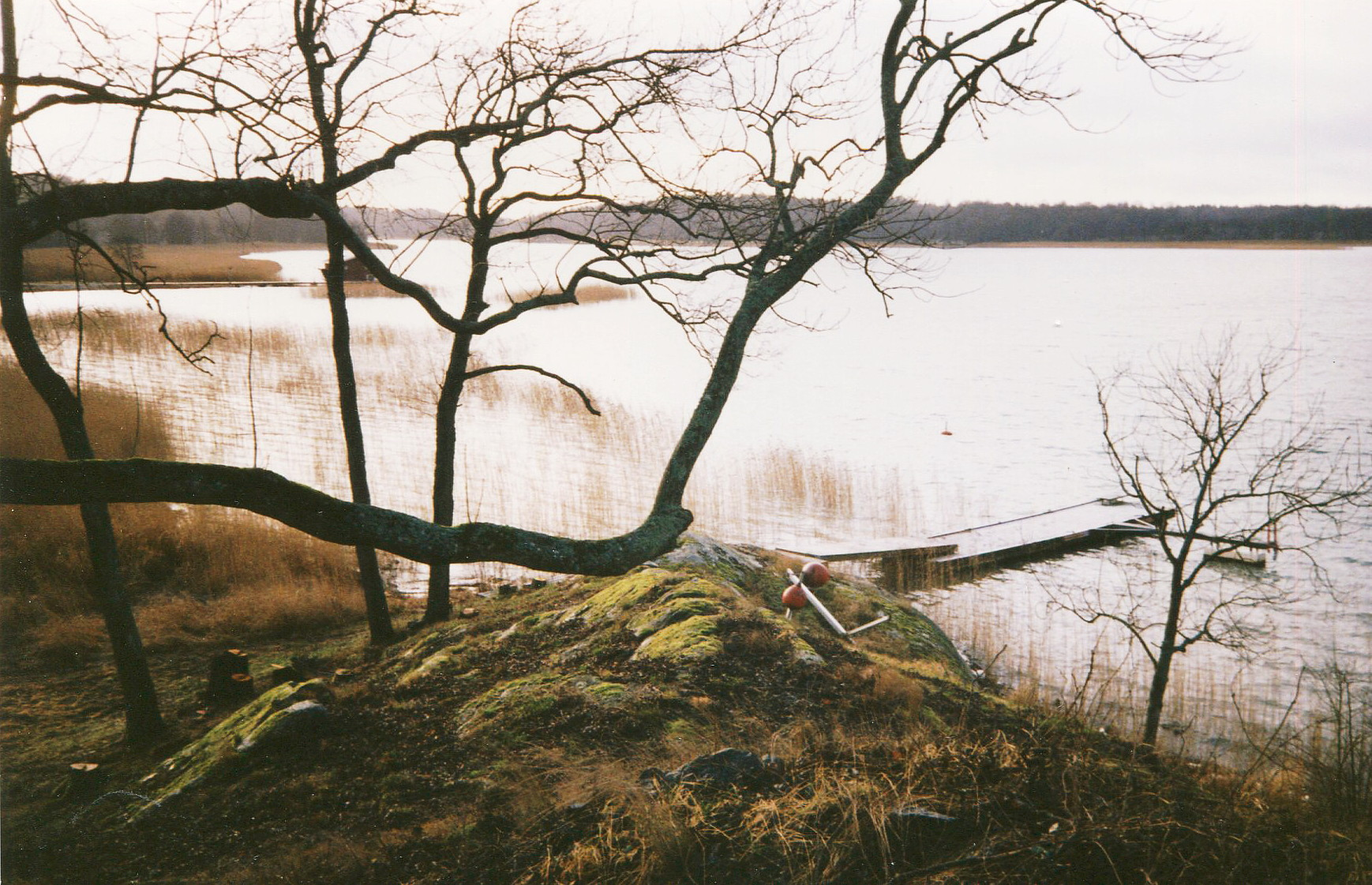
Utsikt över Landfjärden från "Sotes borg".

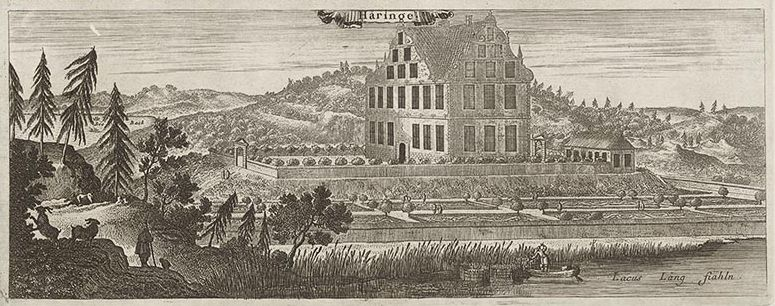
Häringe slott i Suecian.

Häringes huvudbyggnad uppfördes på 1650-talet och stod färdig 1657, men gården har äldre anor. I skogen söder om slottet finns ett gravfält från yngre järnålder och vid gårdens uppfart står en runsten, Södermanlands runinskrifter 239.
Enligt en omstridd sentida tradition skulle detta vara platsen för det hos Snorre Sturlasson i Olav den heliges saga omtalade slaget vid Sotaskär mot vikingen Sote år 1007. En husgrund nere vid Landfjärden har utpekats som rester av Sotes borg. Ruinen är dock betydligt yngre än vikingatiden: förmodligen från 1500-talet.
Den första skriftliga källa där Häringe omnämns är daterad 1278, då kung Magnus Ladulås skänkte jord på närbelägna Muskö till biskopsstolen i Strängnäs. Strängnäs biskopsbord innehade 1331 jord i Häringe och Anders Naglasson bytte 1362 bort jord här till Nils Turesson på Hammersta.
År 1495 överlät biskop Kort Rogge Häringe via byte till Sten Sture den äldre. Av ett dokument i samband med jordtransaktionen 1496 framgår att Häringe då bestod av fyra gårdar. 1502 brändes byn av den danske unionskungens Hans knektar.
Efter Sten Sture ärvdes Häringe av hans hustrus brorson Åke Jöransson (Tott), sedan dennes dotter Kristina Åkesdotter. 1534 var den sätesgård för hennes första man Peder Larsson (Hård av Häringe) och 1541–1553 för hennes andra man Johan Pedersson (Bååt). På fru Kristinas tid kan den byggnad vars ruin kallas Sotes borg ha uppförts.
År 1553 gjorde Gustav Vasa anspråk på Häringe som arvegods efter sin farmor, som var syster till Sten Sture. Johan Pedersson tvingades flytta till Fituna istället. Ännu ett ägobyte skedde 1625 när Gustav II Adolf överlät sitt ärvda släktgods till sin fältmarskalk och anförvant Gustaf Horn. Vid övertagandet stod en uttjänt, äldre träbyggnad på den höjd där han senare lät uppföra det nuvarande slottet. När det uppfördes 1651–1657 användes den sydvästra flygeln som tillfällig bostad. Sjöflygeln, som den nu kallas, var en del av det äldre, föregående huset. Gustaf Horns hustru befann sig på Häringe redan 1630 och födde där sonen Axel, som dock avled redan året därpå. Hustrun Kristina Oxenstierna lämnade Häringe våren 1631 och avseglade med sina två barn från Älvsnabben till Wolgast för att följa sin make i fält. Efter Gustaf Horns död 1657 ärvdes slottet av deras dotter Agneta.
Vid reduktionen 1681 drog Kronan in Häringe, men godset återgick efter processer av Agnetas son Gustaf Cruus tillsammans med Claes Fleming och Fabian Wrede. Häringe ärvdes av Agneta Horns dotterdotter Agneta Wrede 1696, av hennes dotter Hedvig Catharina Lillie 1730 och därefter av Carl Julius De la Gardie 1745. Hans vidlyftiga leverne gjorde att han kom på obestånd och blev tvungen att pantsätta Häringe till Rikets ständers bank. Egendomen köptes 1769 av generalmajor Fabian Löwen och blev fideikommiss för hans släkt.

## Nyare historik

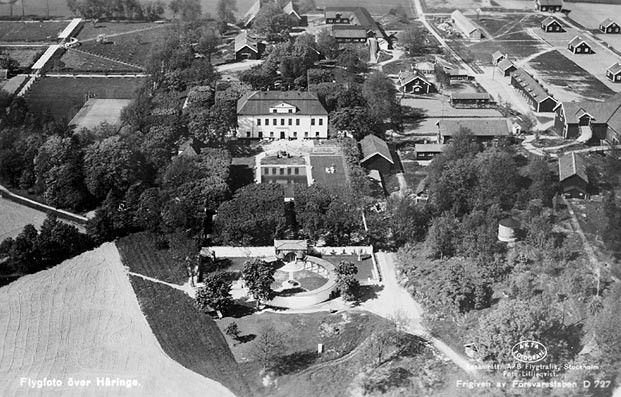
Häringe slott 1936.

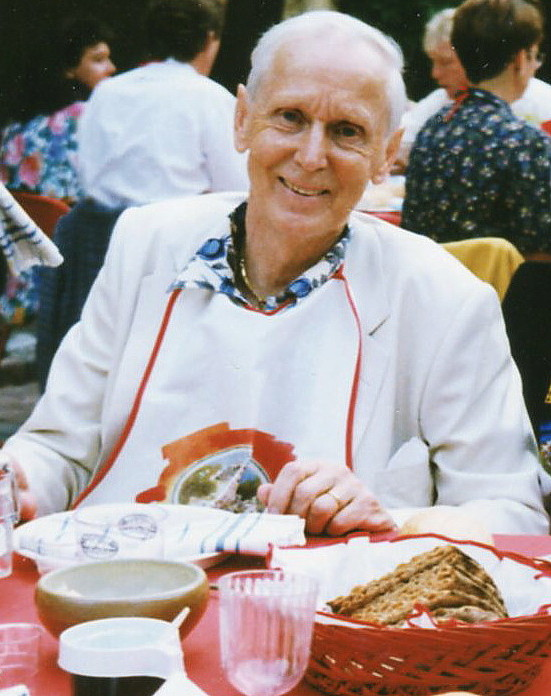
Olle Hartwig under en kräftskiva på Häringe slott, augusti 1991.

Egendomen ärvdes inom den löwenska släkten fram till 1929 då den såldes av August Trolle-Löwen till industrimannen Torsten Kreuger. Han lät uppföra en ny trädgårdsanläggning och en swimmingpool som var en av Sveriges första. Efter Kreugerkraschen förvärvades Häringe slott 1934 av industrimannen Axel Wenner-Gren och hans hustru Marguerite Wenner-Gren. De gav slottet ungefär den konstnärliga inredning och utformning det har än idag.
Under Wenner-Grens tid vistades många berömda gäster på slottet, som Greta Garbo, Danny Kaye, Joséphine Baker, Karl Gerhard och Zarah Leander. Axel Wenner-Gren och hans fru Marguerite ligger begravda under en minnessten nära den främre, östra flygeln. Efter Axel Wenner-Grens död sålde förvaltaren Birger Strid ut allt lösöre och Häringe övertogs av Stockholm stad. När delikatessföretagaren och kräftimportören Olle Hartwig AB därefter köpte slottet 1974 på en exekutiv auktion för 1,7 miljoner kronor var det praktiskt taget tomt.
Under åren 1979–86 tillhörde Häringe Securitas ägare Sven Philip-Sörensen, men det återköptes 1986 av paret Margit och Olle Hartwig. Genom att studera foton från Wenner-Grens tid lyckades familjen Hartwig köpa tillbaka en hel del möbler, konst och gobelänger. Hartwig övertog den hotell- och konferensrörelse som Sven Philip-Sörensen byggt upp. År 1999 köptes Häringe av Åke Ljungberg, son till Tage Ljungberg, grundare av fastighetsimperiet Atrium Ljungberg, som överlät anläggningen till sin dotter Jenny Ljungberg. År 2014 bestämde hon sig för att sälja. Enligt Jenny Ljungberg var slottet då värt mellan 75  och 100 miljoner kronor. TV-programmet Förrädarna spelades in i slottet med start 2023.

## Byggnader och parken

### Huvudbyggnad och interiör
Huvudbyggnaden, ursprungligen gestaltad i tyskholländsk senrenässansstil, stod färdig år 1657, samma år när dåvarande ägaren Gustaf Horn avled. Då hade exteriörens arkitektur med volutgavlar och rik fasadutsmyckning hunnit bli omodern. I slutet av 1600-talet gjordes genomgripande förändringar av fasaderna. Nuvarande byggnad med enkel arkitektur i karolinsk stil skapades på 1770-talet under Fabian Löwen.
Idag har huset två våningar under ett koppartäckt säteritak. Det finns fem matsalar och sex salonger. I entrén och bottenvåningens korridorer utställs bland annat 98 jakttroféer, Gustav II Adolfs fälttrumpet och en byst av den tidigare ägaren Axel Wenner-Gren. Väggarna i den ”Nedre gotiska matsalen” smyckas av skotska gotiska paneler som makarna Wenner-Gren smugglade in i Sverige. I stora matsalen på bottenvåningen märks matsalsskåpet på ena kortväggen. Skåpet väger över ett ton och ritades av arkitekt Ragnar Östberg på uppdrag av Torsten Kreuger.

#### Huvudbyggnad

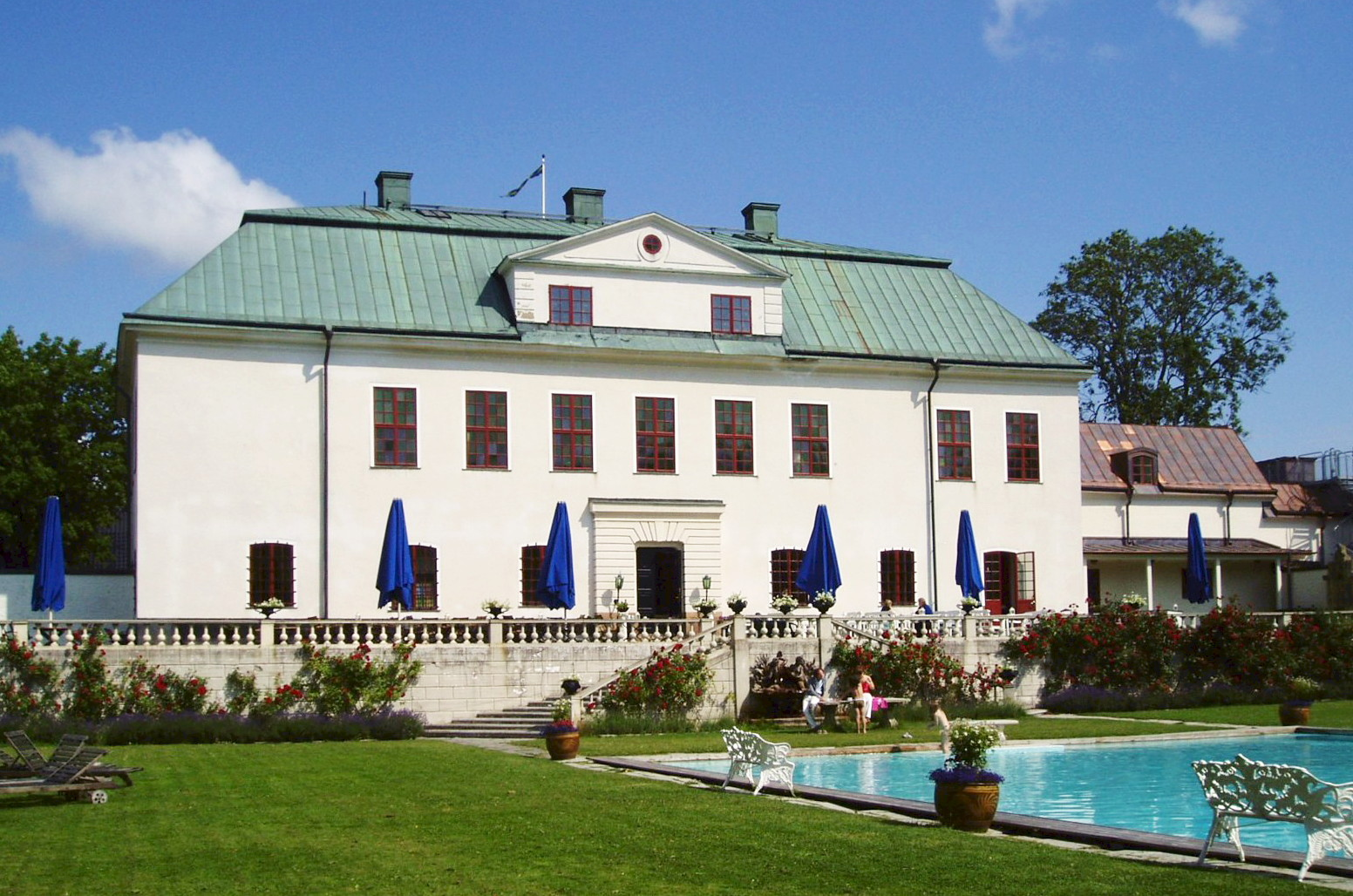
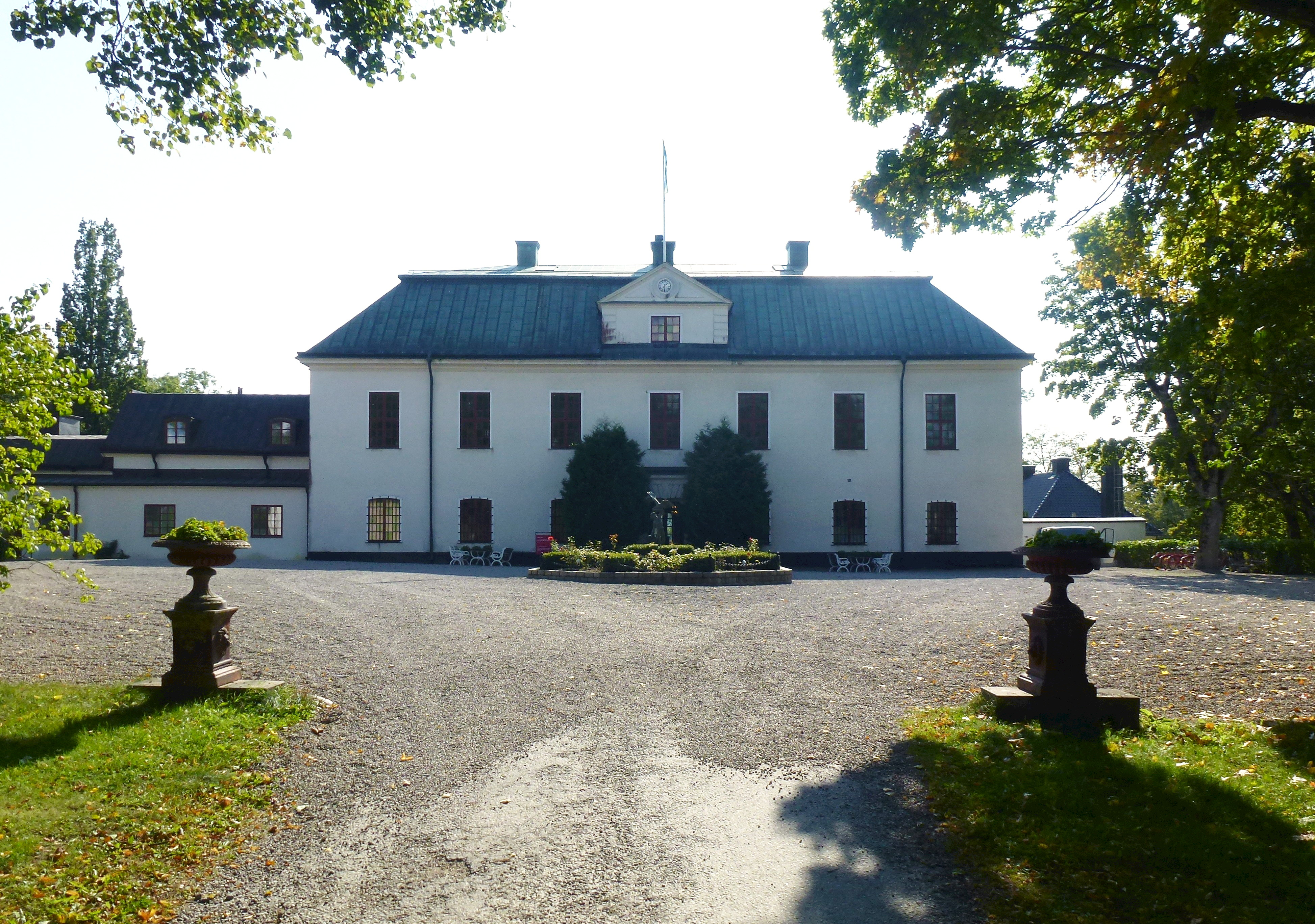
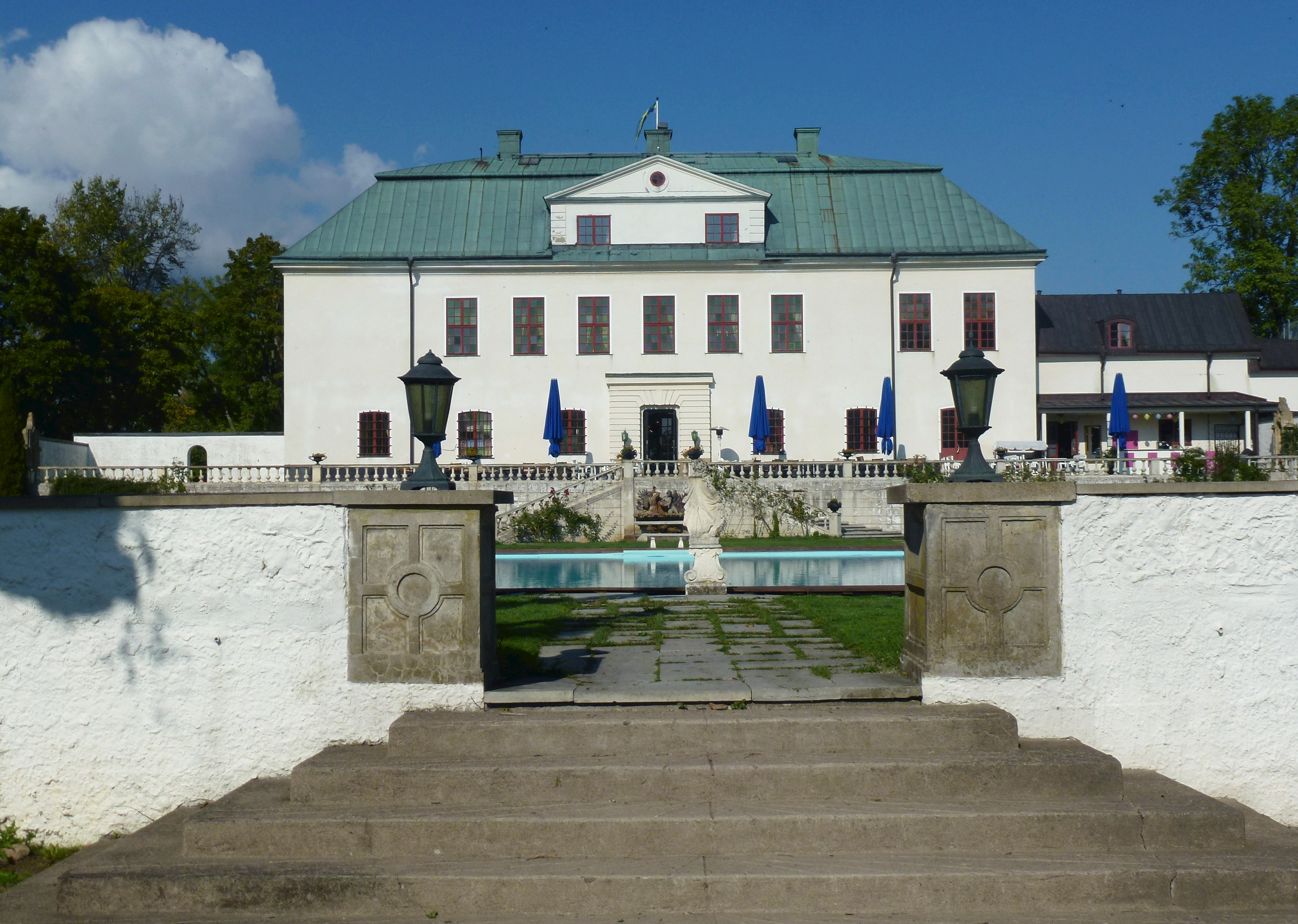
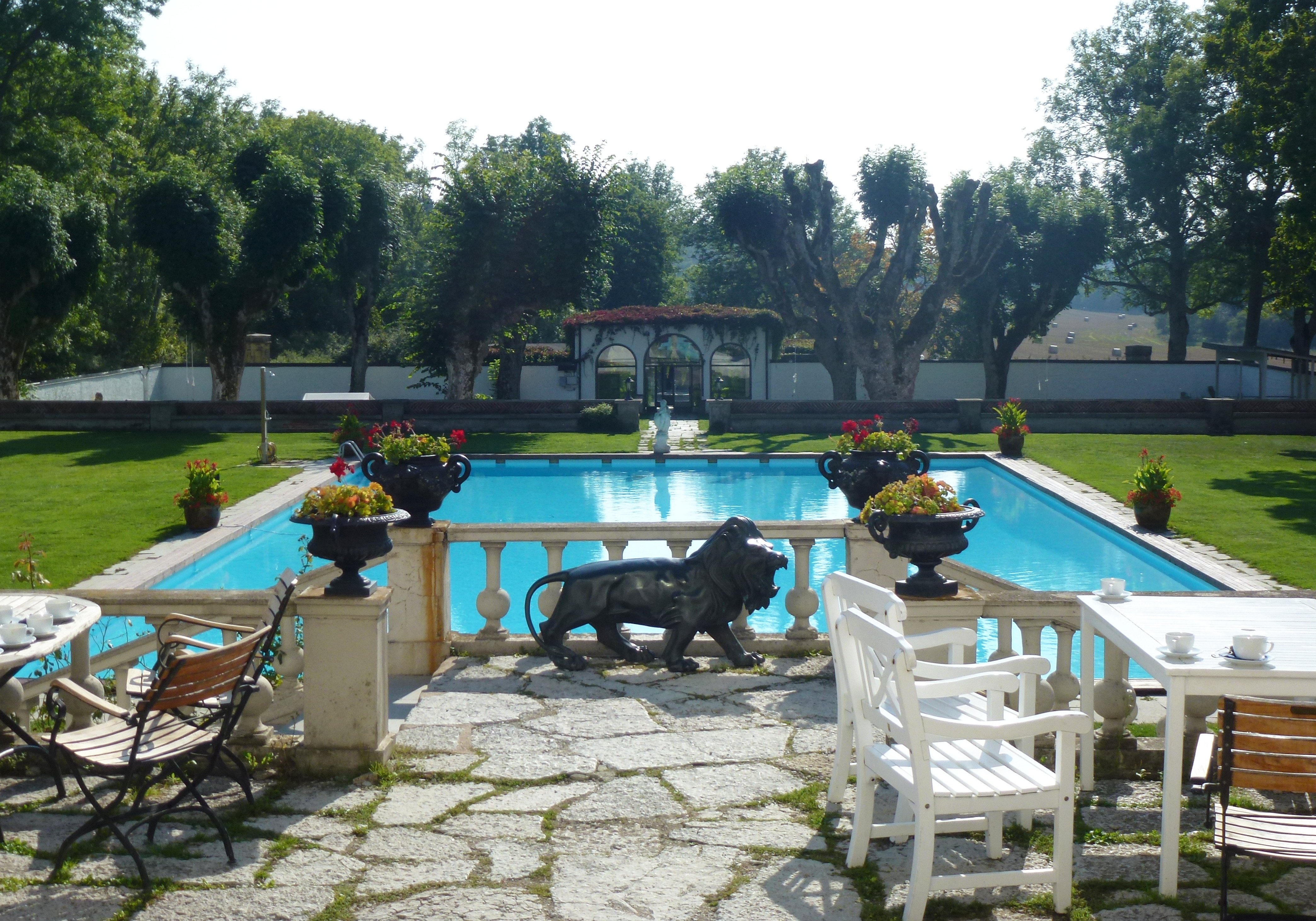

#### Interiör

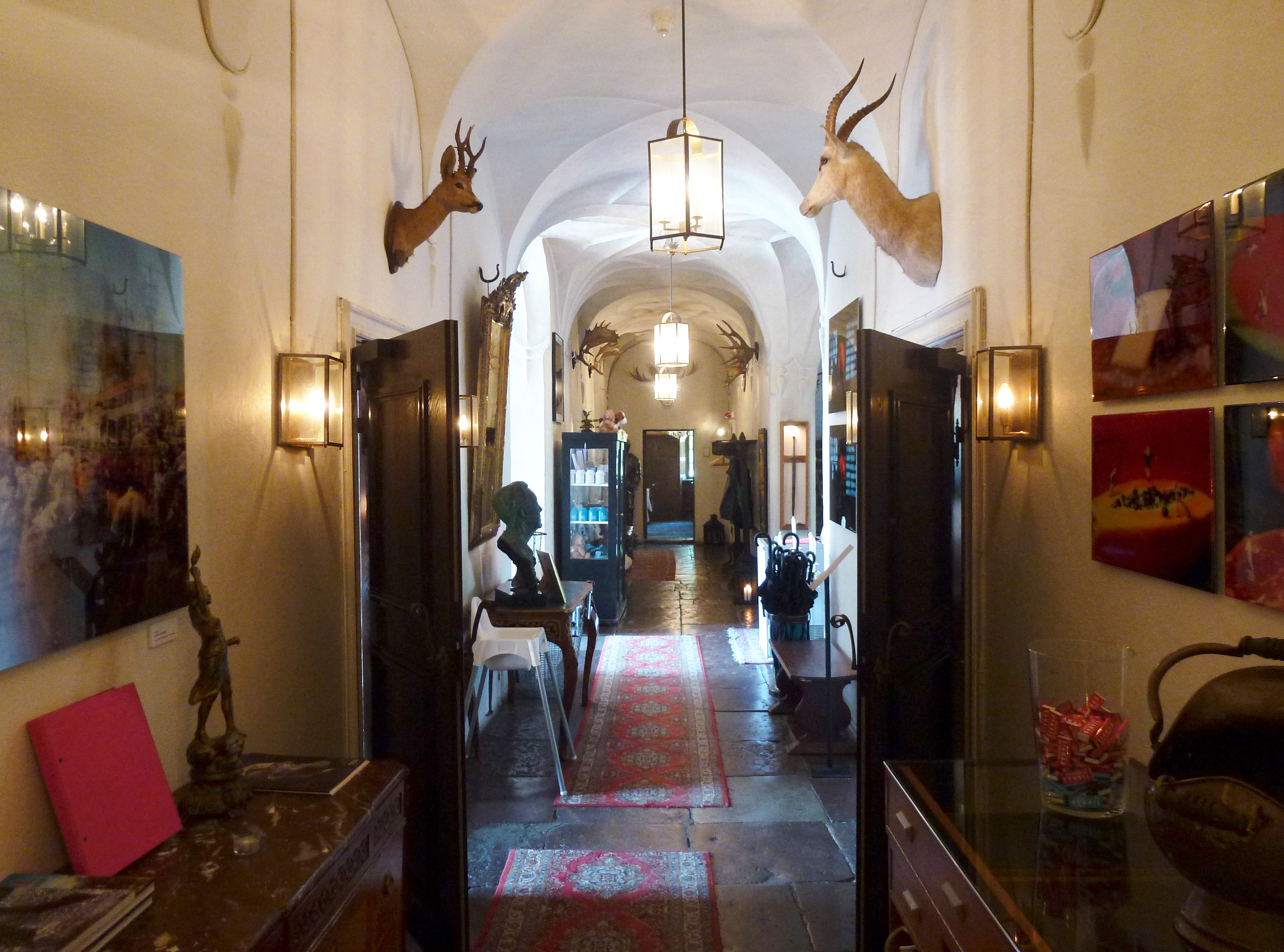
Korridor, bottenvåning
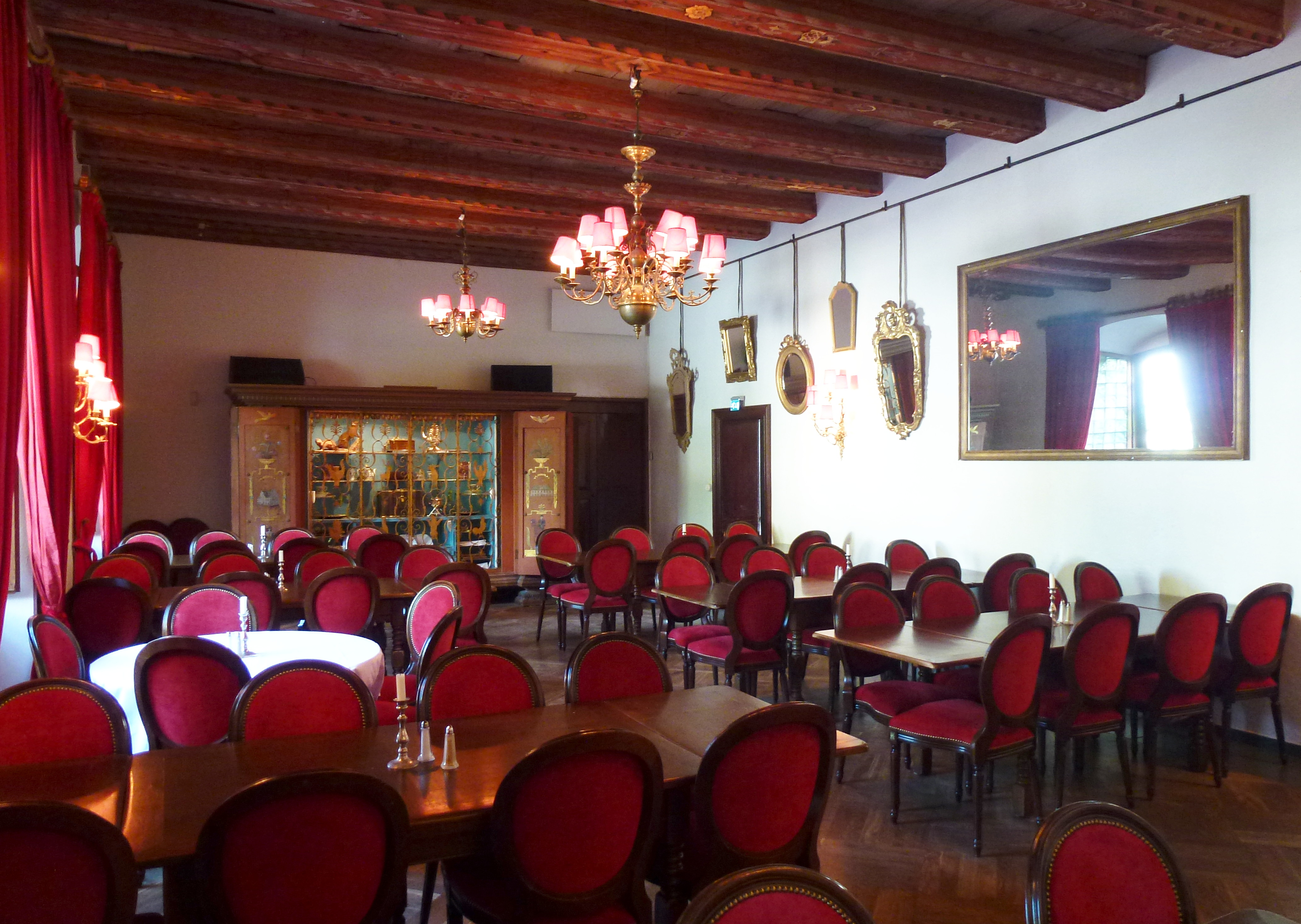
Stora matsalen
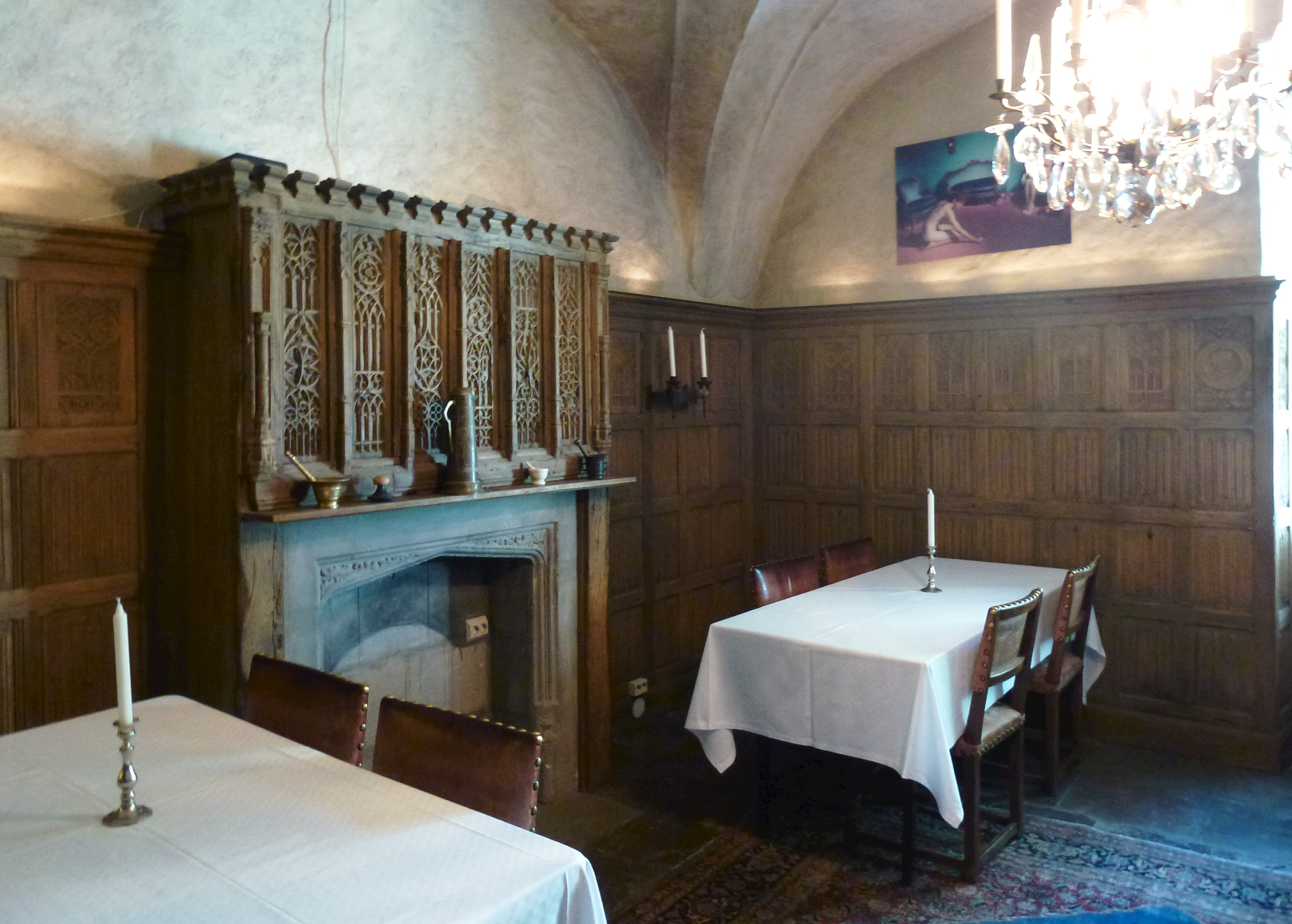
Nedre gotiska matsalen
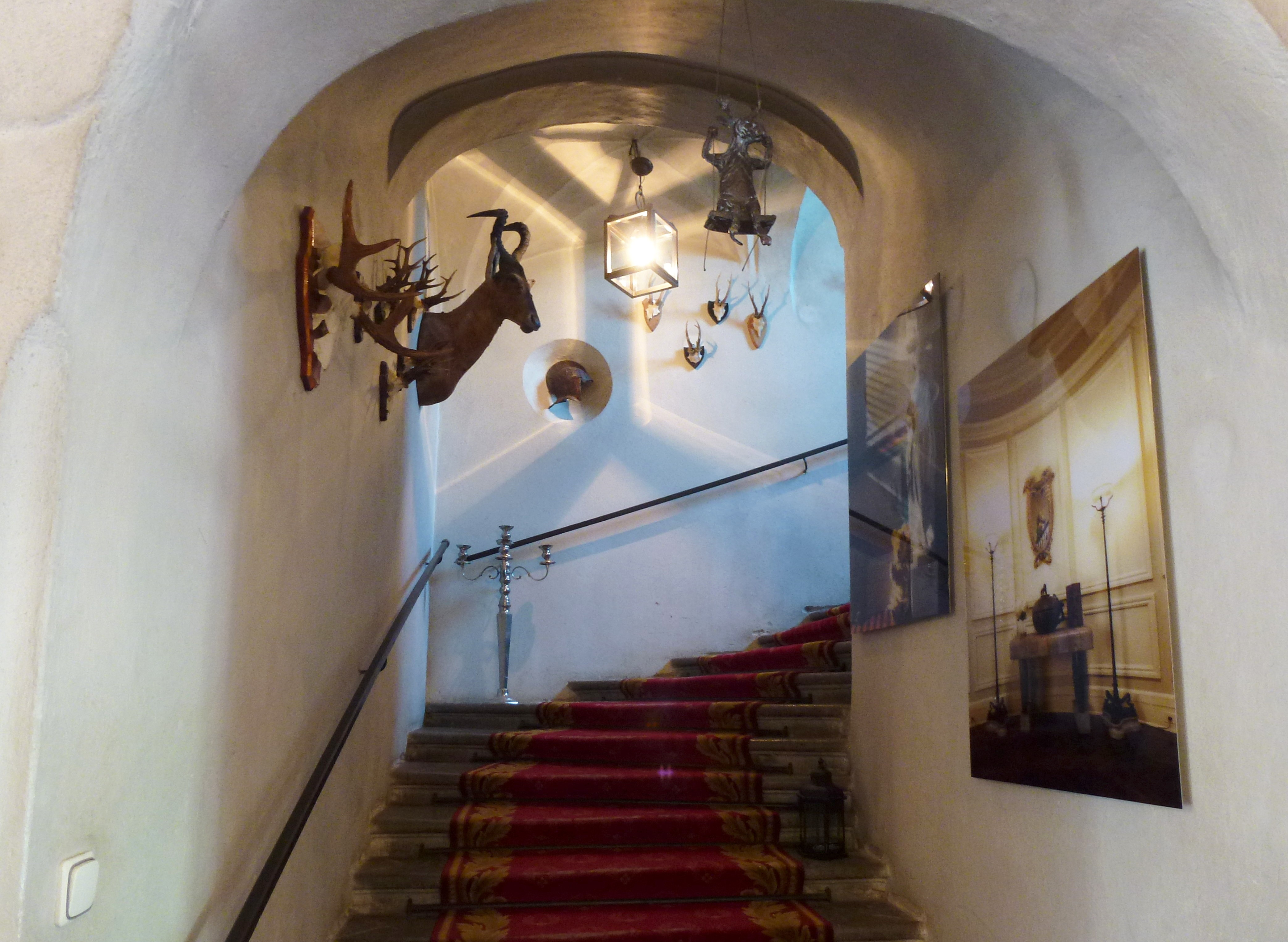
Huvudtrappa

### Sjöflygeln
Sjöflygeln uppfördes 1650 på initiativ av Gustaf Horn och var privat bostad åt honom och hans familj medan byggnadsarbetena för huvudbyggnaden pågick. Byggnaden har två våningar och ett valmat sadeltak som är täckt av glaserat taktegel. Mellan Sjöflygeln och huvudbyggnaden lät Torsten Kreuger anlägga en underjordisk gång.

### Kavaljersflygeln
Mittemot Sjöflygeln återfinns Kavaljersflygeln med sju hotellrum. Här fick kavaljerer övernatta under Torsten Kreugers tid. Mellan flyglarna ligger poolen. Vid Kavaljersflygeln finns en bowlingbana som Torsten Kreuger lät bygga på 1930-talet. Byggnaden är uppförd i en våning under ett valmat sadeltak som är täckt av glaserat taktegel.

### Rotundan
I slottsanläggningens förlängning söderut ligger Rotundan, som nås via ett förrum. Själva rotundan, som byggdes under paret Wenner-Grens tid, består av en öppen, rund pelargång med cirka 25 meters diameter och en fontänbrunn i mitten. I pelargången finns en tavla i brons som hyllar Axel L. Wenner-Gren ”Founder och first salesman of Electrolux”.

#### Övriga byggnader

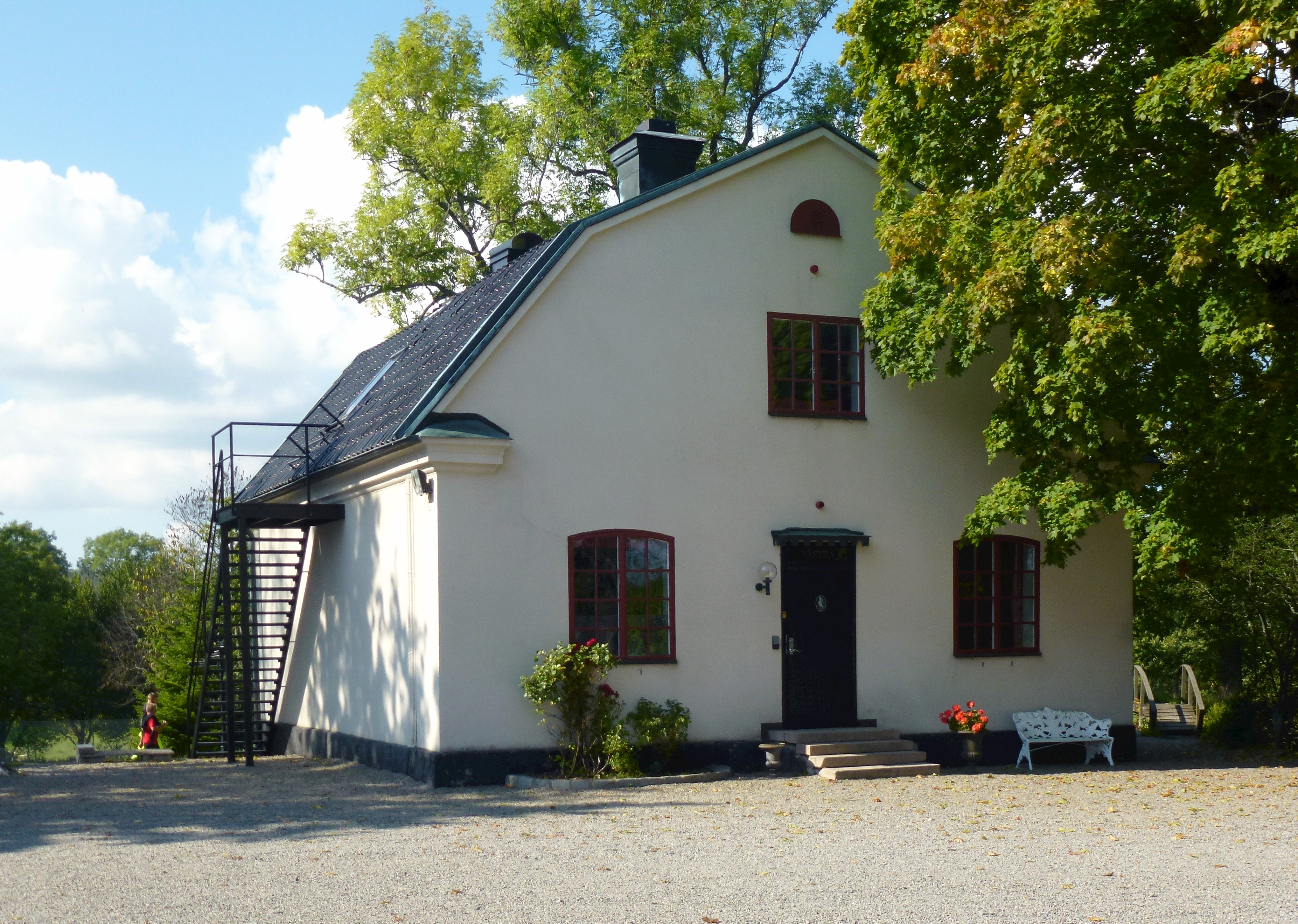
Västra flygeln
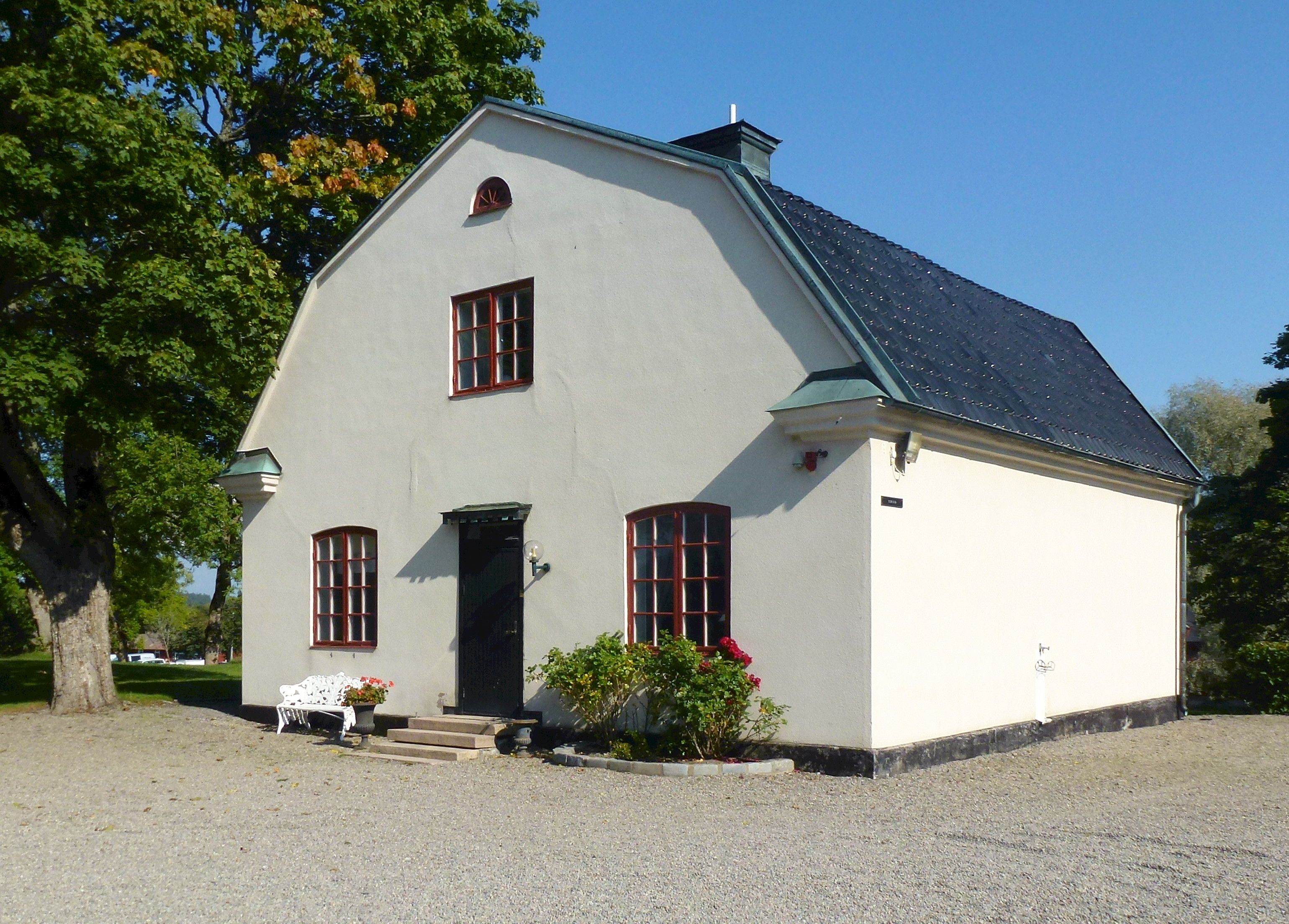
Östra flygeln
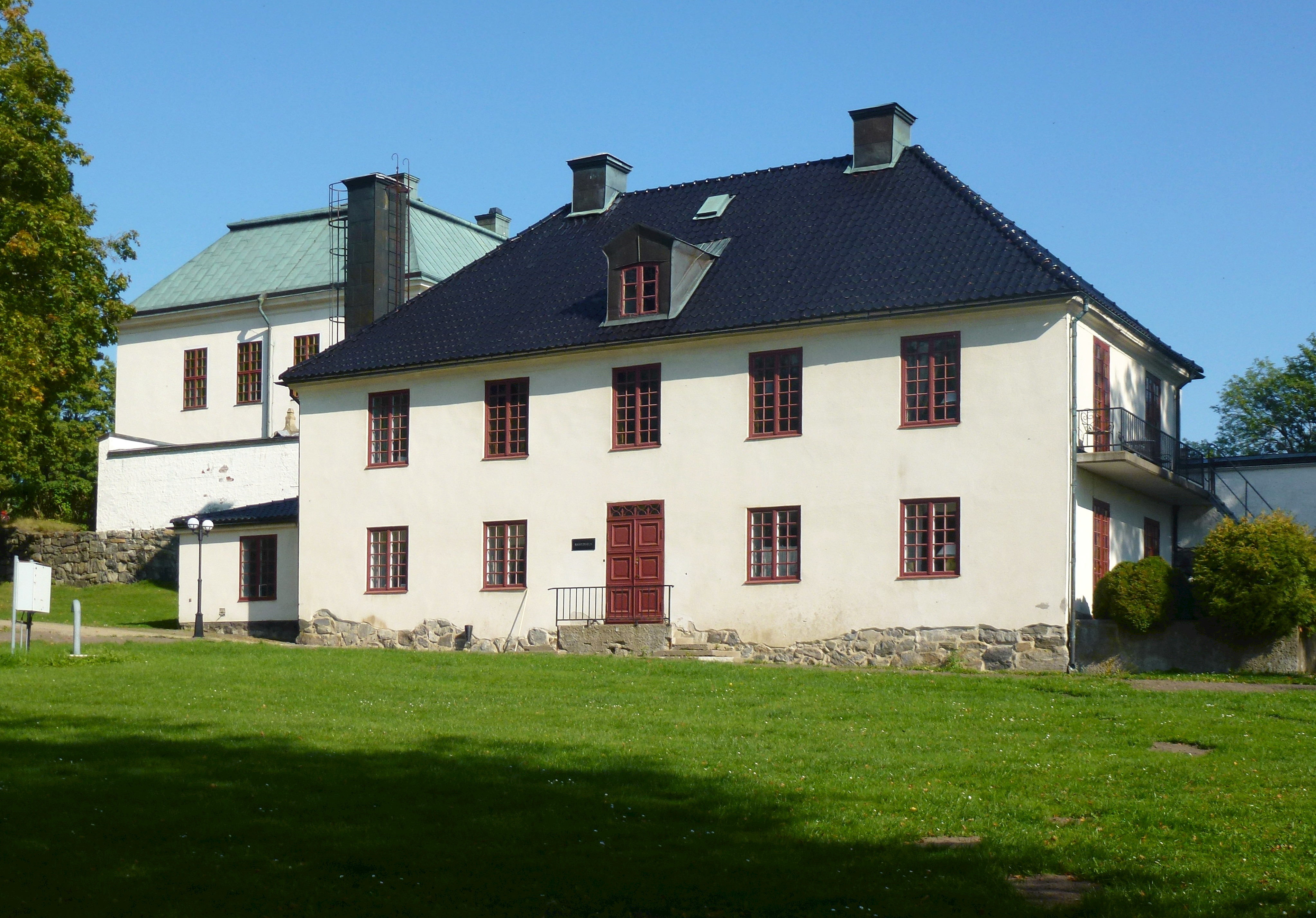
Sjöflygeln mot väst
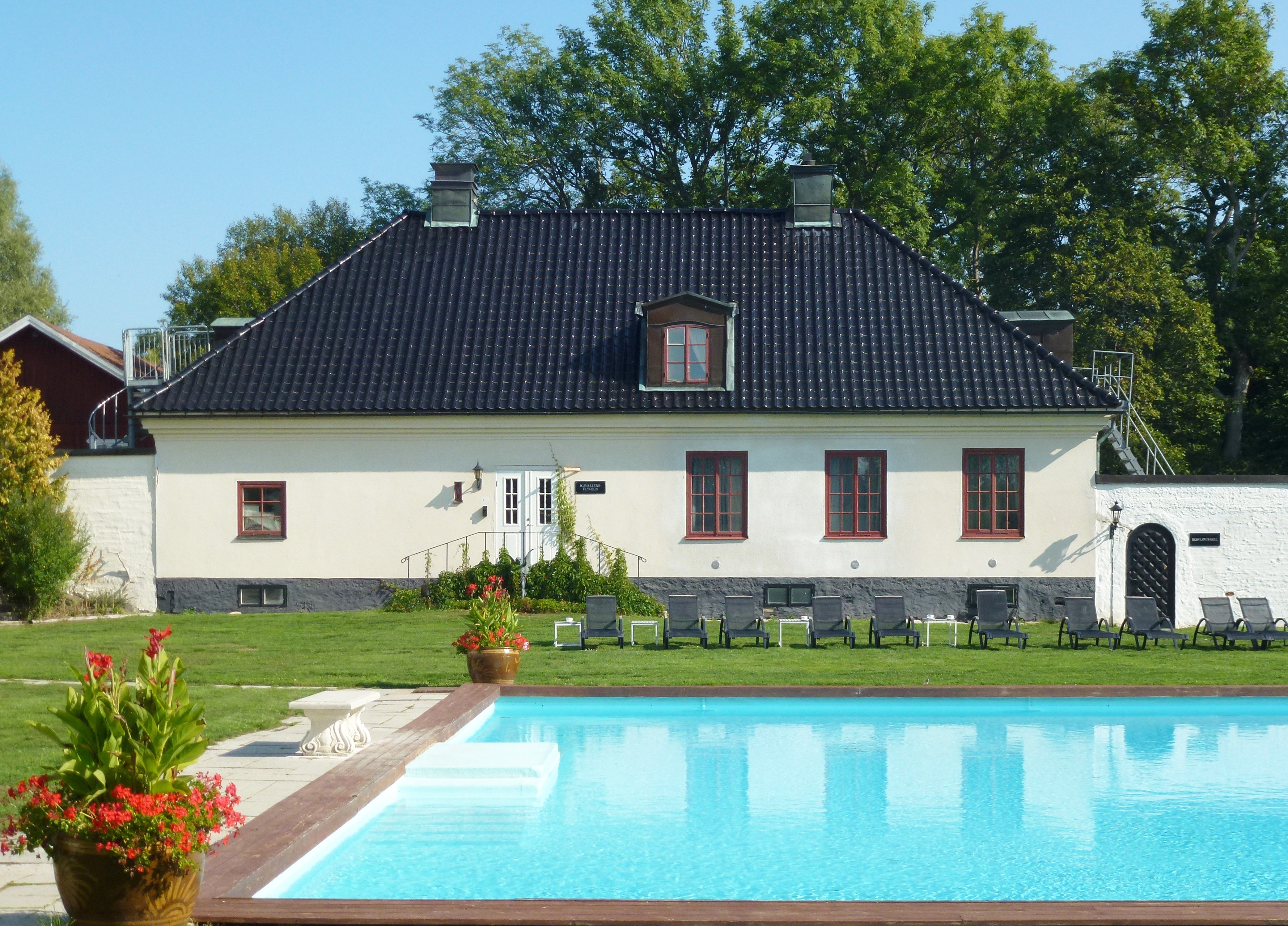
Kavaljersflygeln och poolen
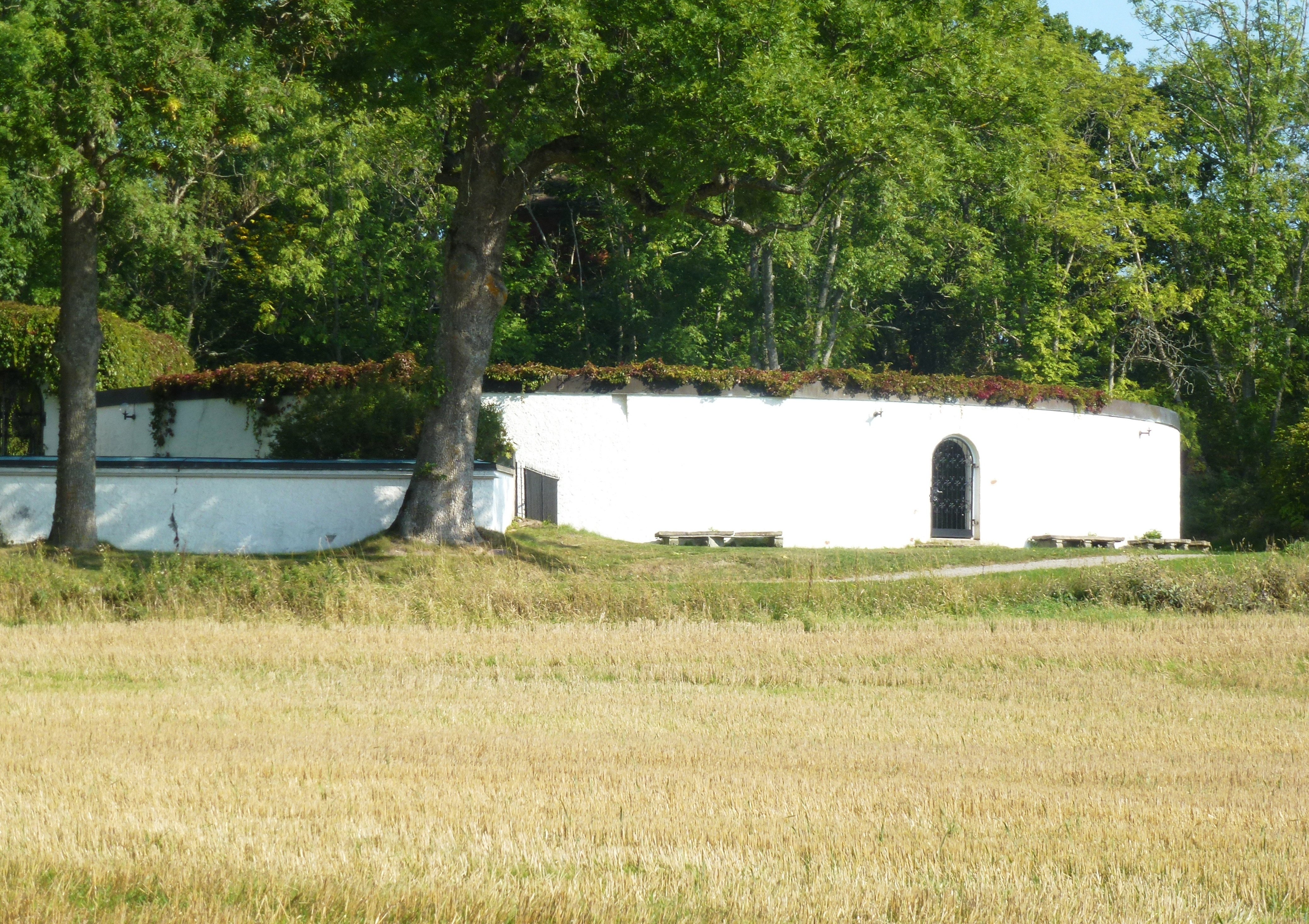
Rotundan
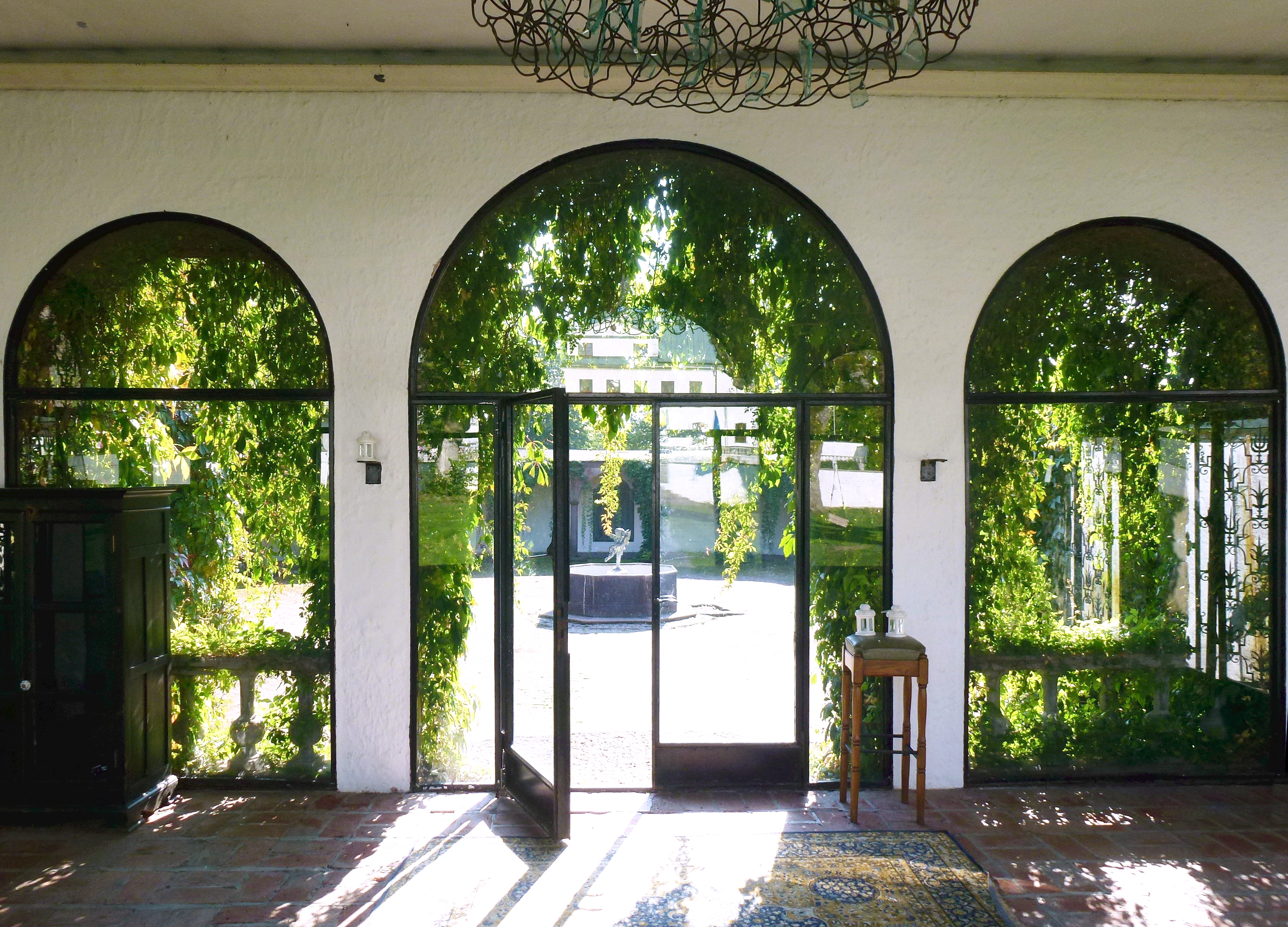
Förrummet till Rotundan
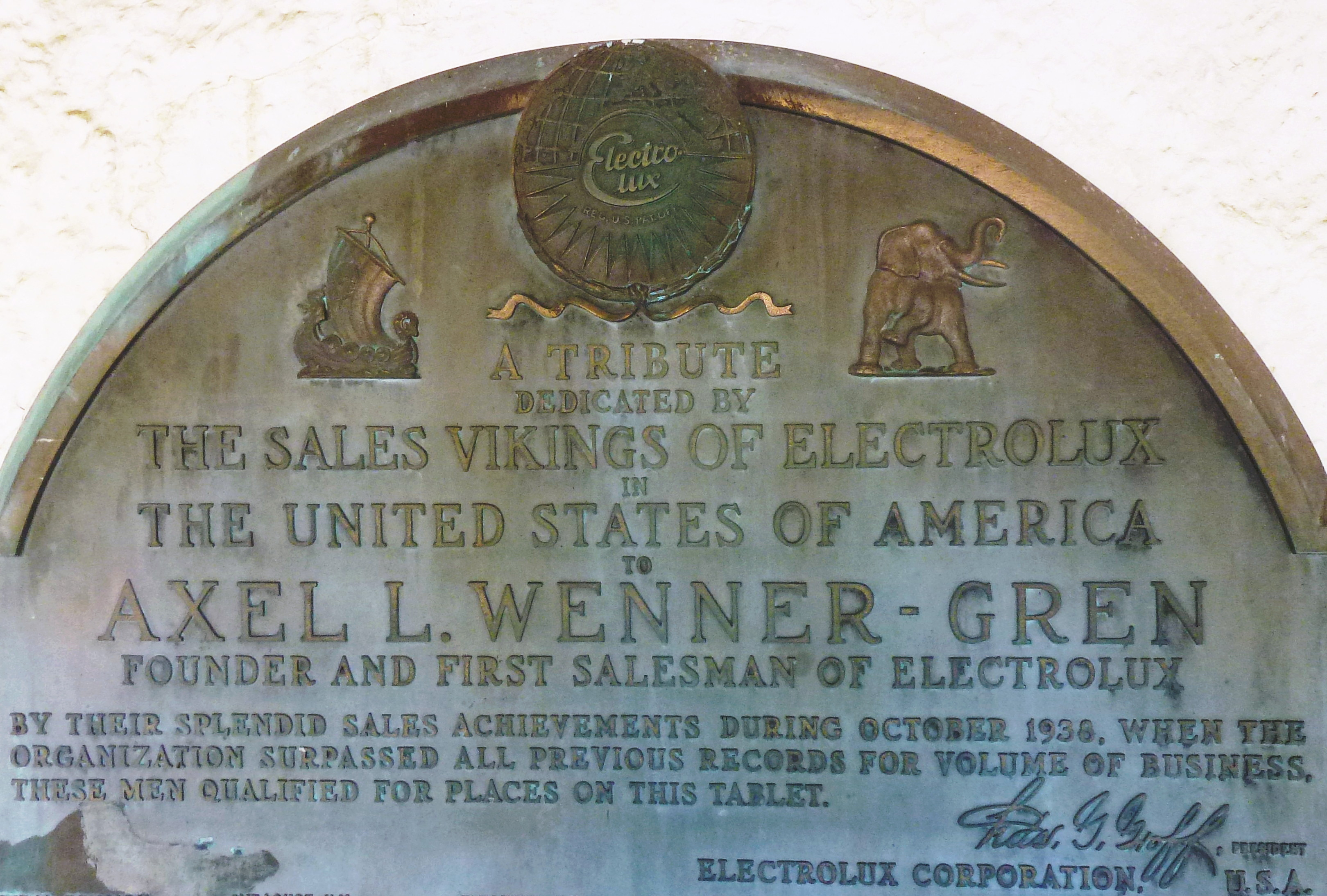
Hyllningstavla i Rotundan
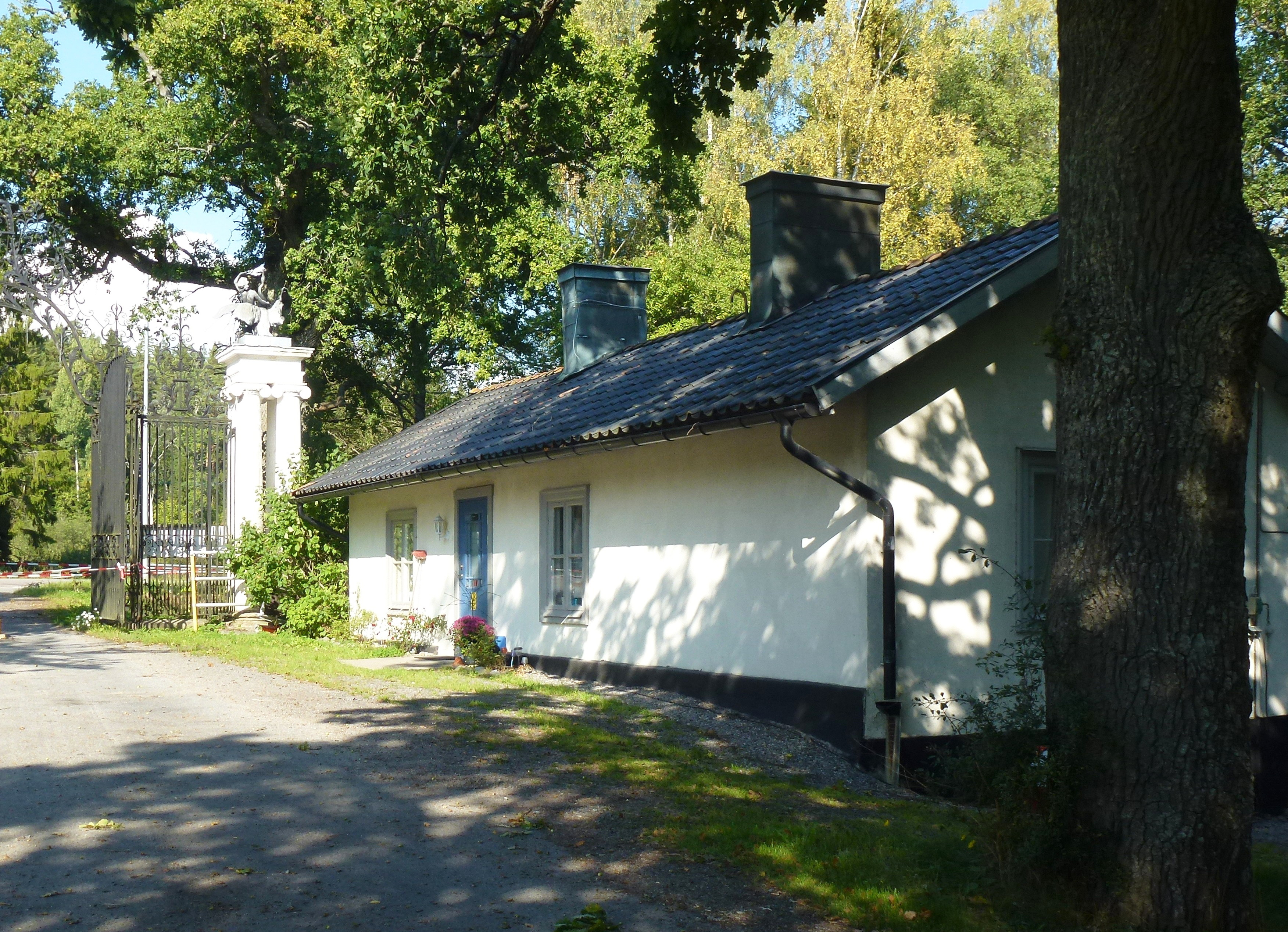
Grindstugan

### Parken
Slottets park sträcker sig huvudsakligen öster om huvudbyggnaden. Parkens nuvarande gestaltning kom till under paret Wenner-Grens tid. En allé leder fram till skulpturparken. Här finns statyer från Peru och Irland samt de nordiska gudarna avbildade i sandsten. I den mindre parken utanför huvudbyggnadens norra del märks Axel och Marguerite Wenner-Grens gemensamma grav som markeras av en stor fältsten med inskription: ”Axel L. Wenner-Gren *5.6.1881 †24.11.1961 - Marguerite *15.10.1891 †12.8.1973”. Strax intill återfinns runstenen Häringe 239.

#### Bilder, parken

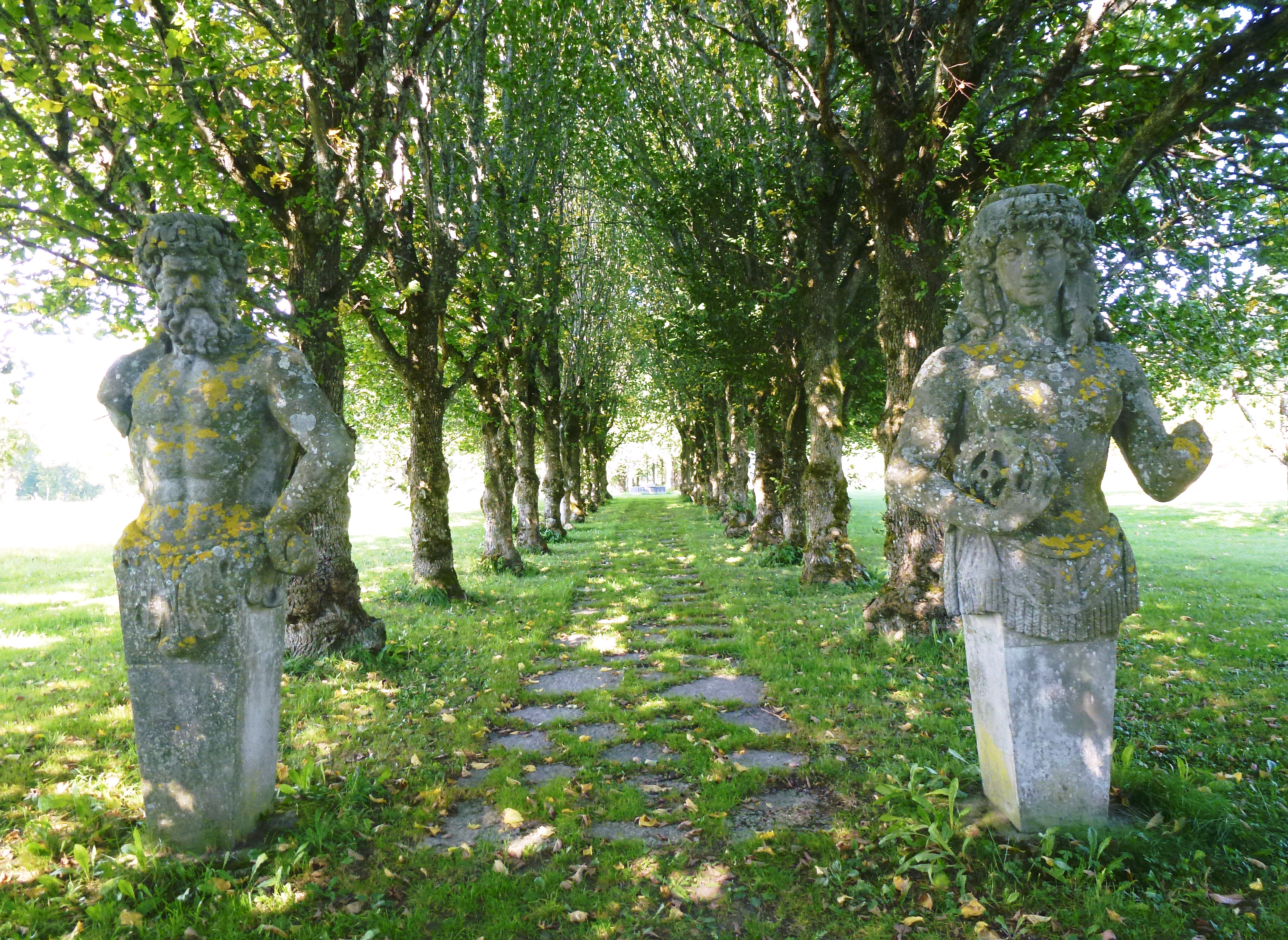
Parkallén
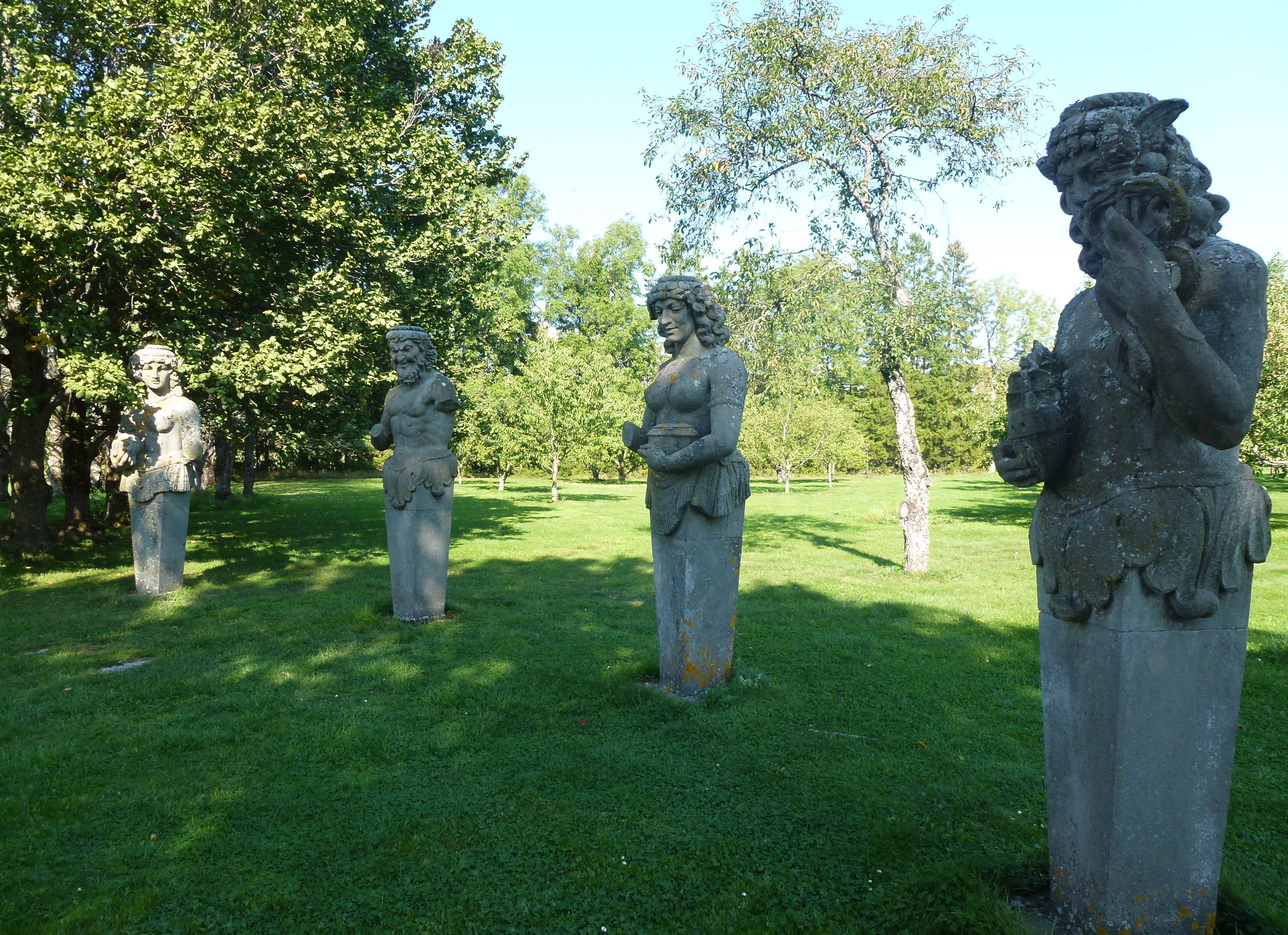
Skulpturparken
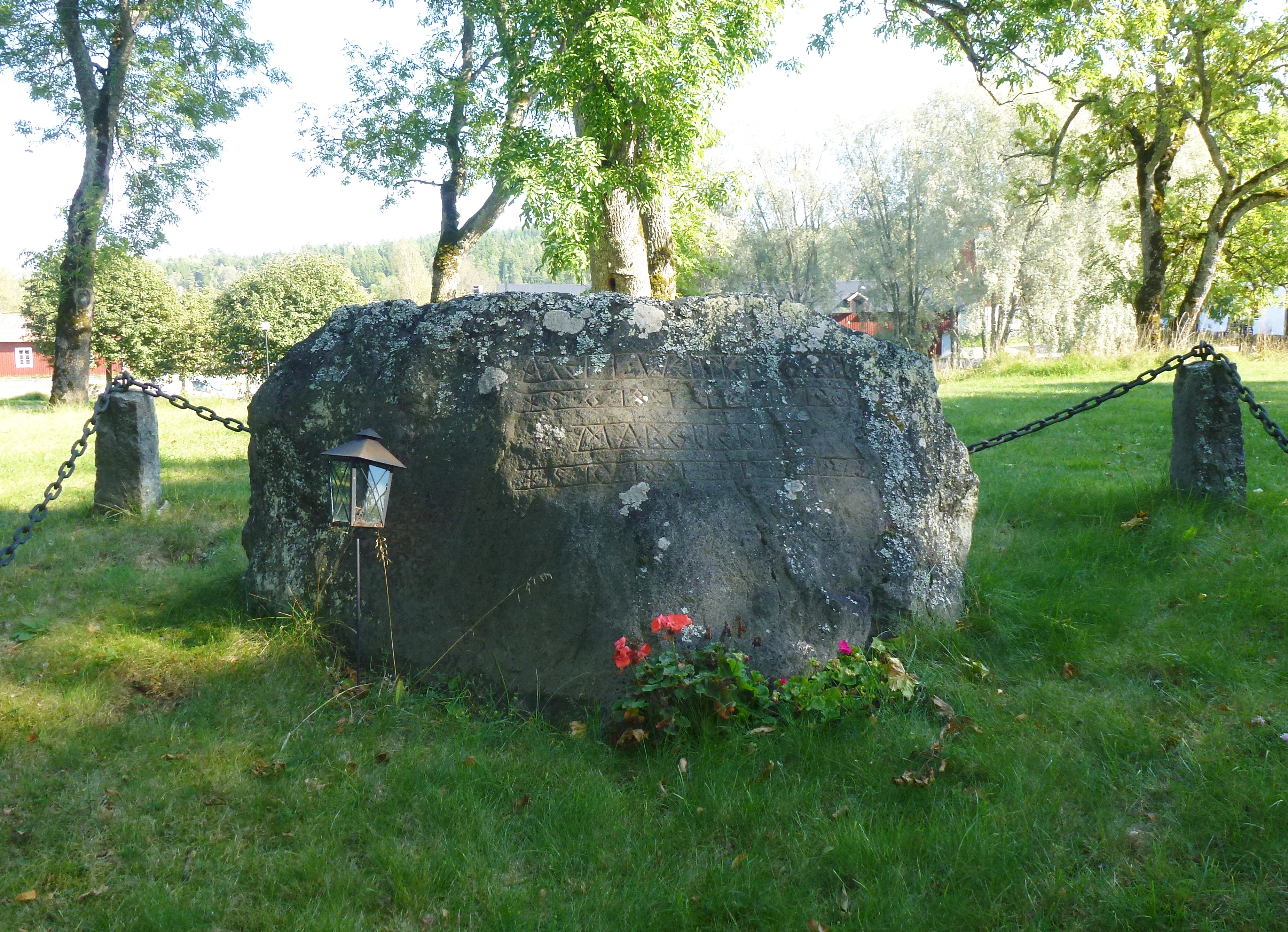
Axel och Marguerite Wenner-Grens grav
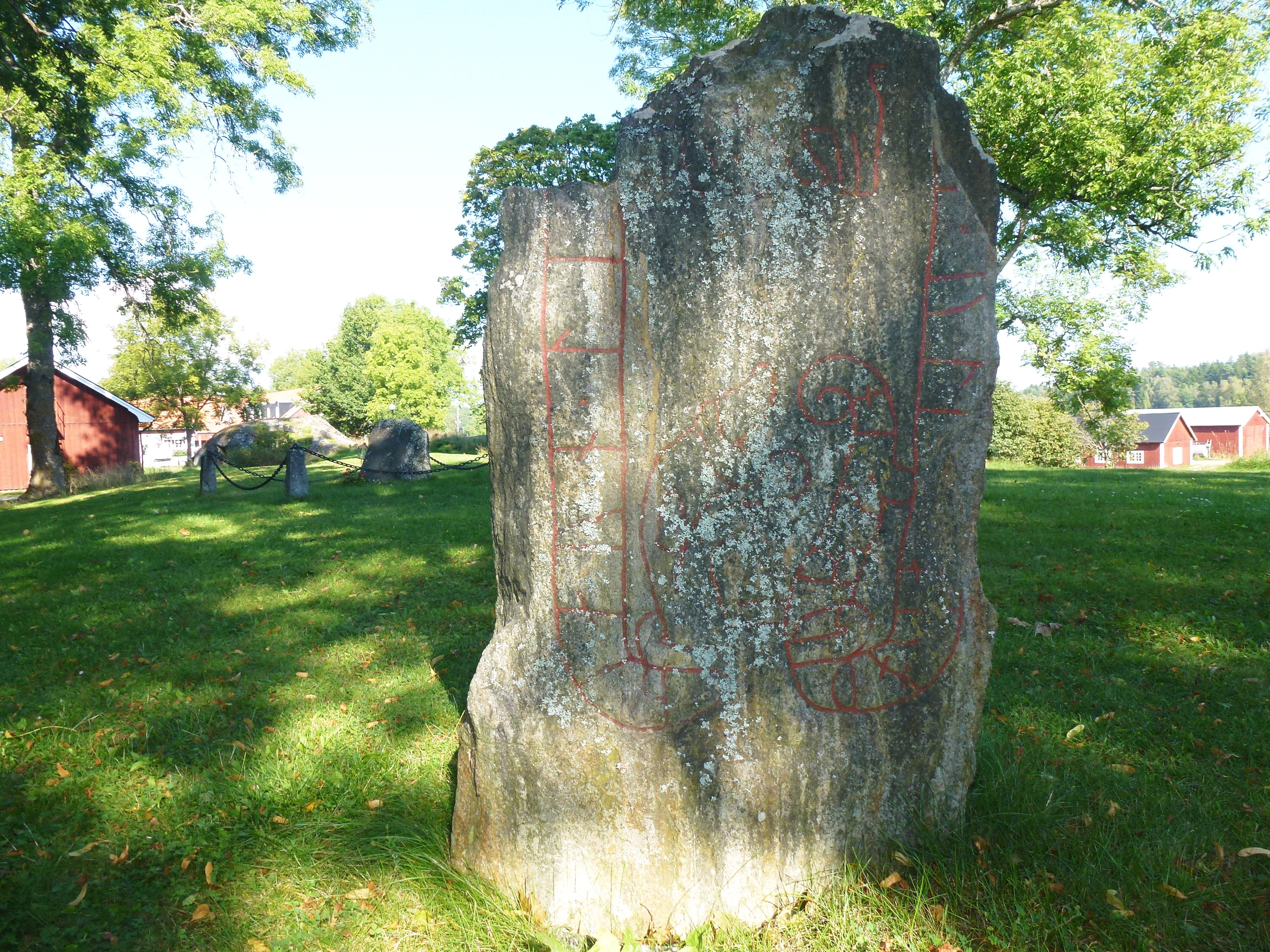
Runstenen Häringe 239

#### Bilder, övriga konstföremål

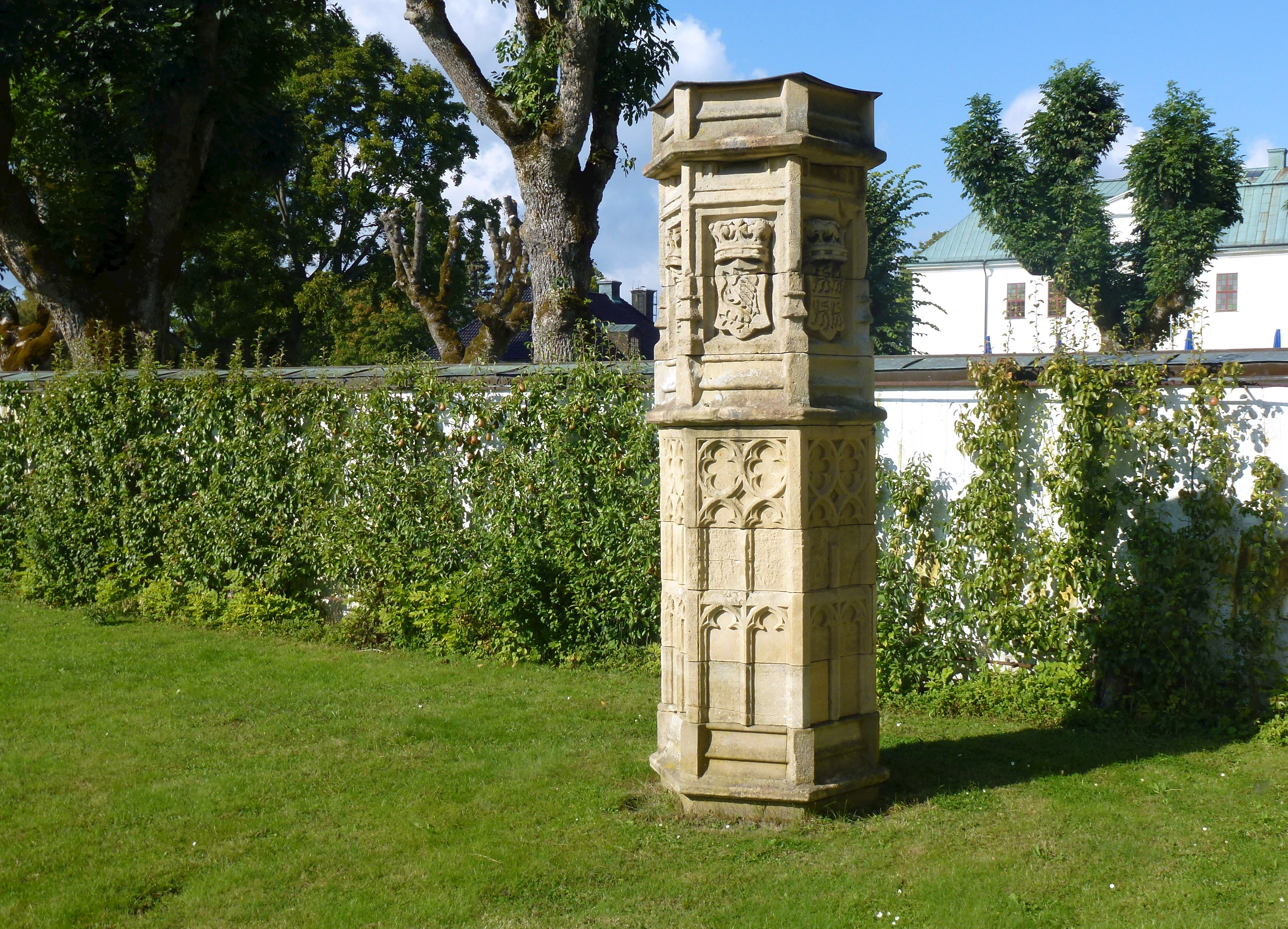
Gotisk kolonn vid Rotundan
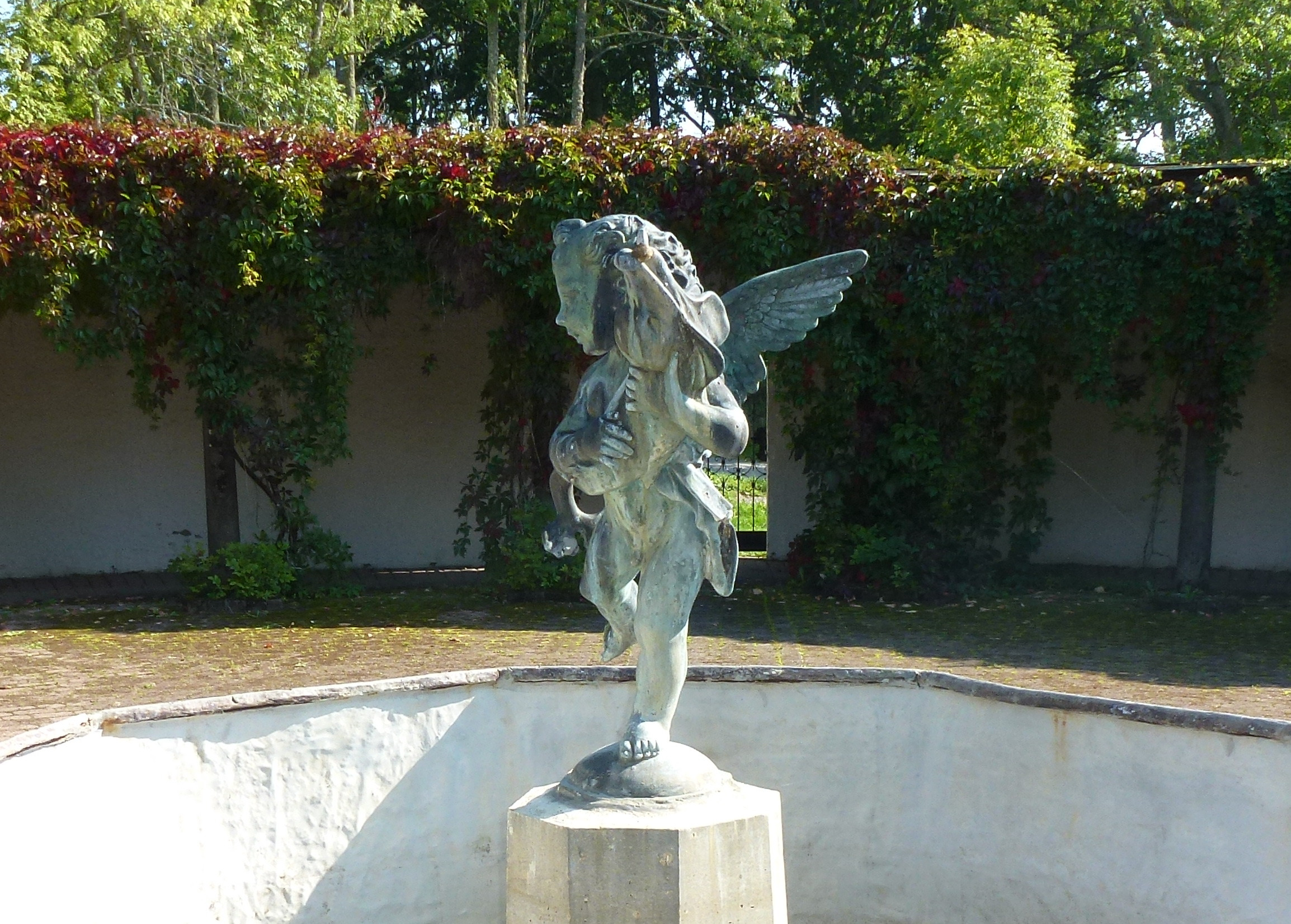
Putto med fisk i Rotundan
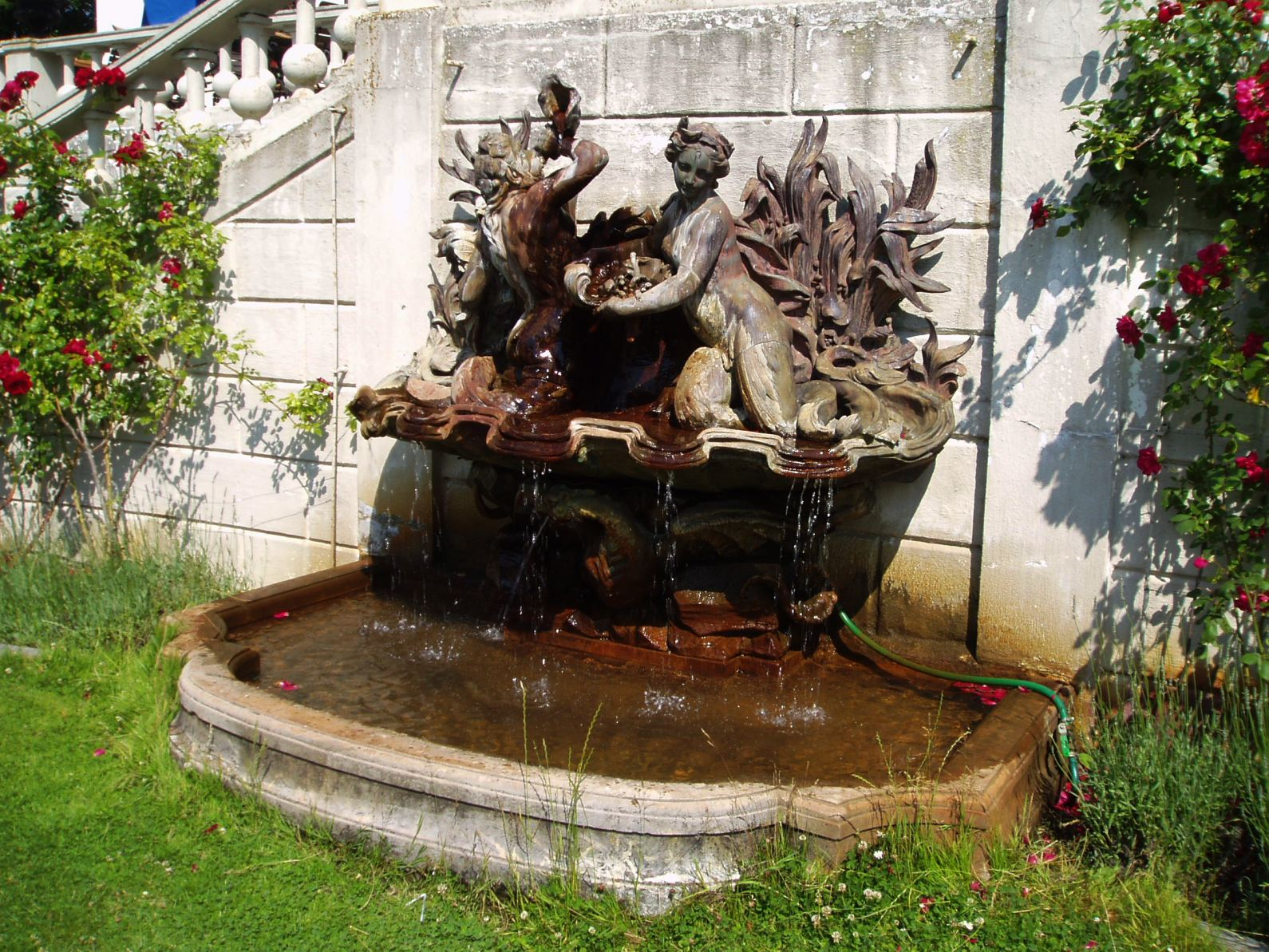
Fontänbrunn vid poolen
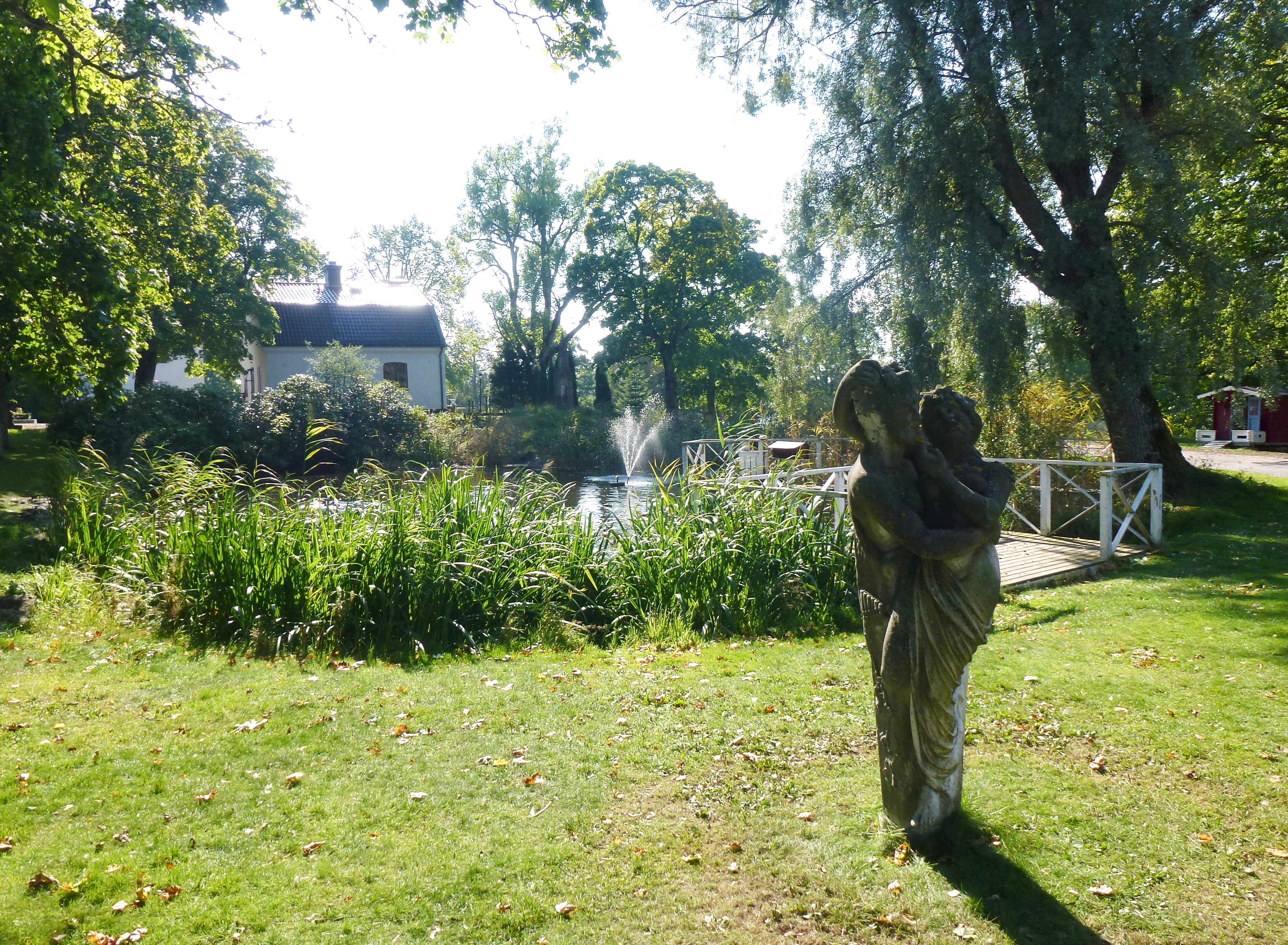
Skulptur vid dammen

## Ägarlängd[12]
| - 1250–1278 Magnus Ladulås - 1278–1495 Biskopstolen i Strängnäs Konrad Rogge - 1495–1525 Sten Sture med arvingar - 1525–1528 Kung Gustav Vasa - 1528–1534 Peder Olofson Båth - 1534–1574 Johan Pedersen Båth - 1574–1592 Kung Johan III - 1592–1610 Magnus, hertig av Östergötland och hans bröder - 1610–1618 Hertig Johan av Östergötland - 1618–1628 Kung Gustav II Adolf - 1628–1657 Fältmarskalk Gustaf Horn | - 1657–1672 Agneta Horn, gift Kruus - 1672–1681 Gustaf Kruus - 1681–1712 Fabian Wrede - 1712–1730 Axel Johan Ax:son Lillie - 1730–1730 Agneta Wrede - 1730–1745 Magnus Julius De la Gardie - 1745–1773 Carl Julius De la Gardie - 1773–1825 Fabian Löwen - 1825–1863 Karl Fabian Löwen - 1863–1881 Otto Wilhelm Löwen - 1881–1896 Erik August Otto Trolle Löwen | - 1896–1929 August Trolle Löwen - 1929–1934 Torsten Kreuger - 1934–1961 Axel och Marguerite Wenner-Gren - 1961–1974 Marguerite Wenner-Gren - 1974–1979 Olle och Margit Hartwig - 1979–1986 Sven Philip Sörensen - 1986–1999 Olle och Margit Hartwig - 1999–2017 Jenny Ljungberg - 2017– Vesko Mijac |

## Källor

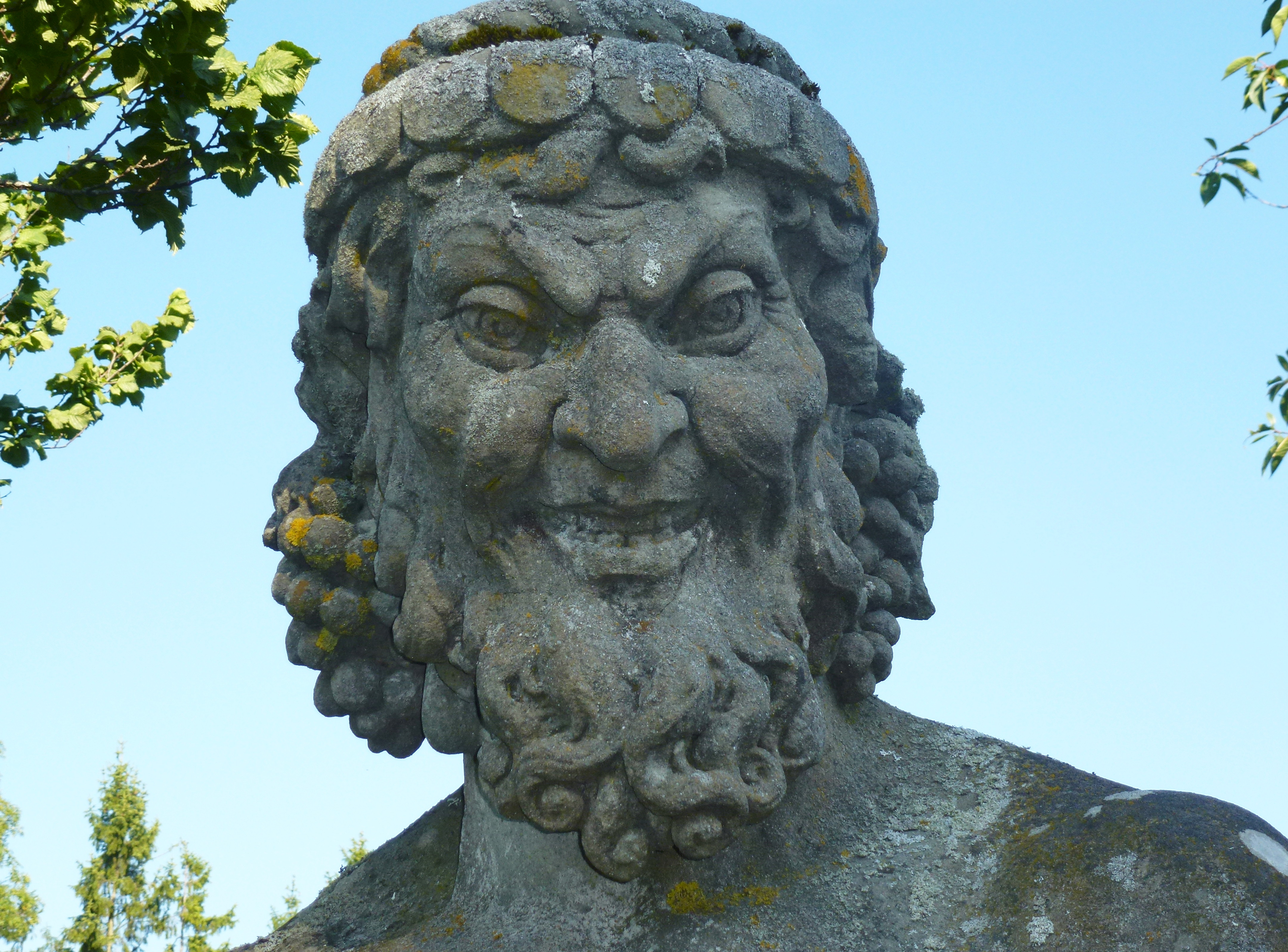
Skulptur i parken.

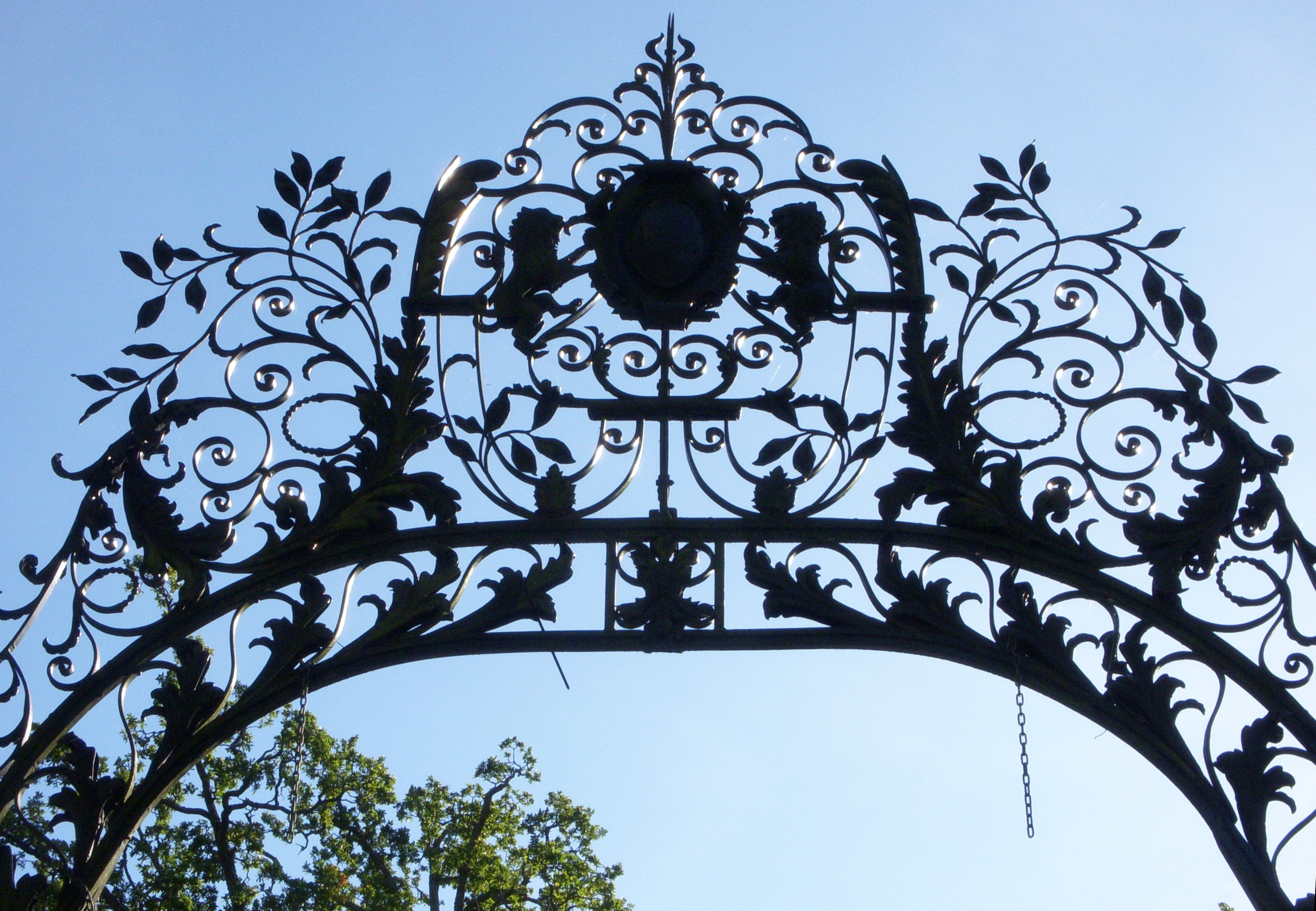
Häringes smidesportal vid grindstugan.